# Rosace (architecture)
Pour les articles homonymes, voir Rosace.

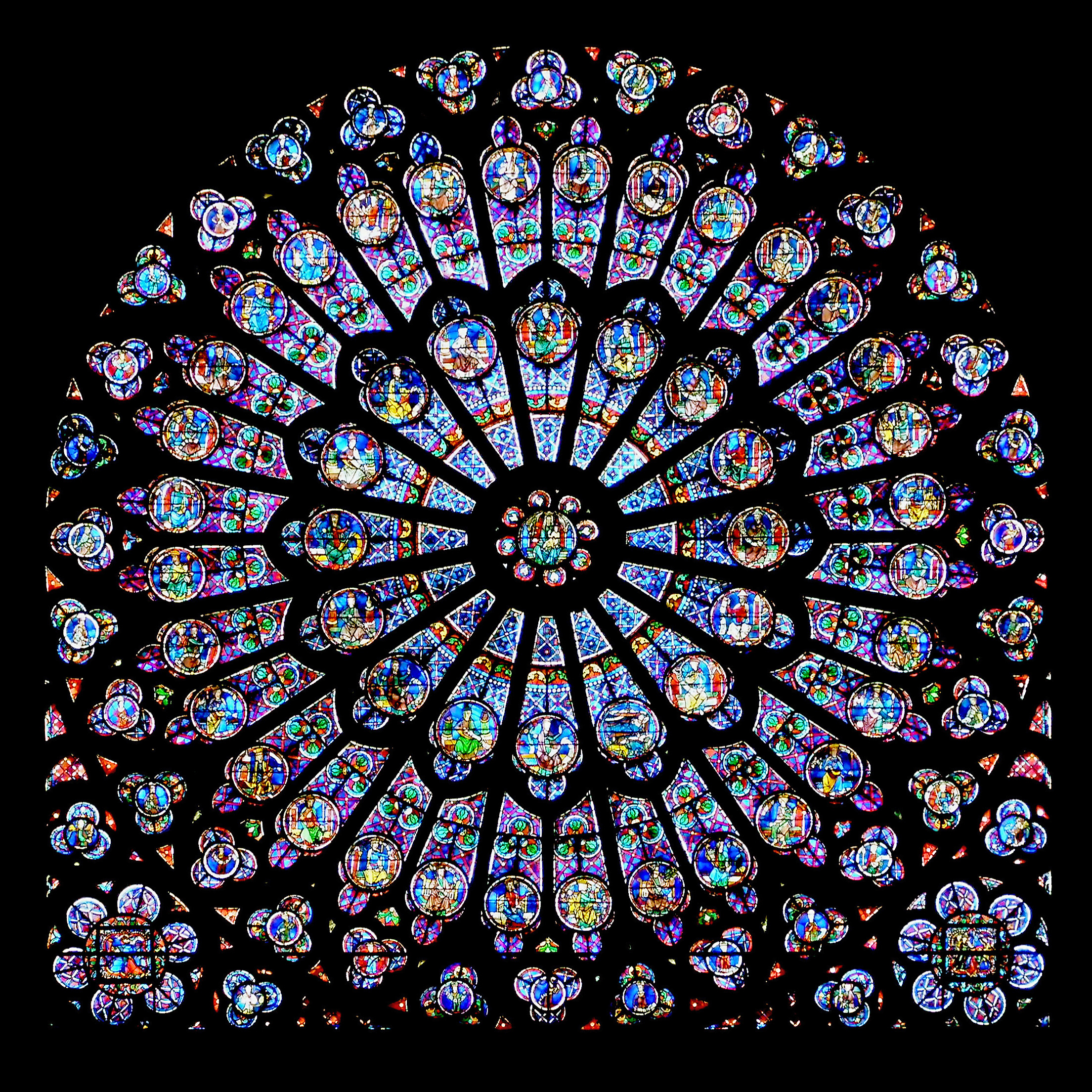
La rosace du bras nord du transept de la cathédrale Notre-Dame de Paris.

En architecture et en décoration, une rosace ou rose est une ouverture (baie) en forme de rose dans un mur, dans une cloison, dans un garde-corps, dans une séparation bâtie qui délimite un espace. Ces ouvertures sont destinées à fournir le jour mais pas la vue. La rosace est préalablement aussi l'élément de décor sculpté, sans aucune ouverture. Ces éléments présentent une forme circulaire symétrique centrée avec des portions de courbes. En histoire de l'art, c'est un grand vitrail, soit ensemble de vitraux de forme circulaire décorant une église. 
Historiquement, le mot « rosace » a été réservé formellement au décor sculpté, au dessin ouvragé en ornement sur une paroi, et le mot « rose » à une baie en « forme de fleur ».

## Histoire et origines
L'origine de la fenêtre ronde est l'oculus (œil) de la Rome antique, dont la symbolique était solaire. On trouvait généralement un large oculus à l'horizontale au sommet des coupoles, comme au Panthéon de Rome pour l’exemple le plus célèbre, et également au Saint-Sépulcre de Jérusalem. Mais il y en avait aussi sous forme de fenêtres rondes verticales, de diamètre variable, dans les murs de nombreux bâtiments. Les églises paléochrétiennes de l'Antiquité tardive et du Haut Moyen Âge sont parfois dotées d'oculi qui préfigurent les rosaces médiévales par leur disposition. Les remplages de fenêtre avec des claustras en matériaux divers (bois, métal, mais aussi fréquemment en pierre), dont l'objectif pouvait être de porter des vitres qui étaient de petite dimension à l'époque, se développent également dans l'Antiquité, mais peu d'exemples sont parvenus jusqu'à nos jours. Dans l'architecture byzantine, on a des exemples de remplages de fenêtres en pierre percée.
Indépendamment des fenêtres, les motifs géométriques de rosaces, parfois élaborés, sont très répandus dans les mosaïques romaines antiques.

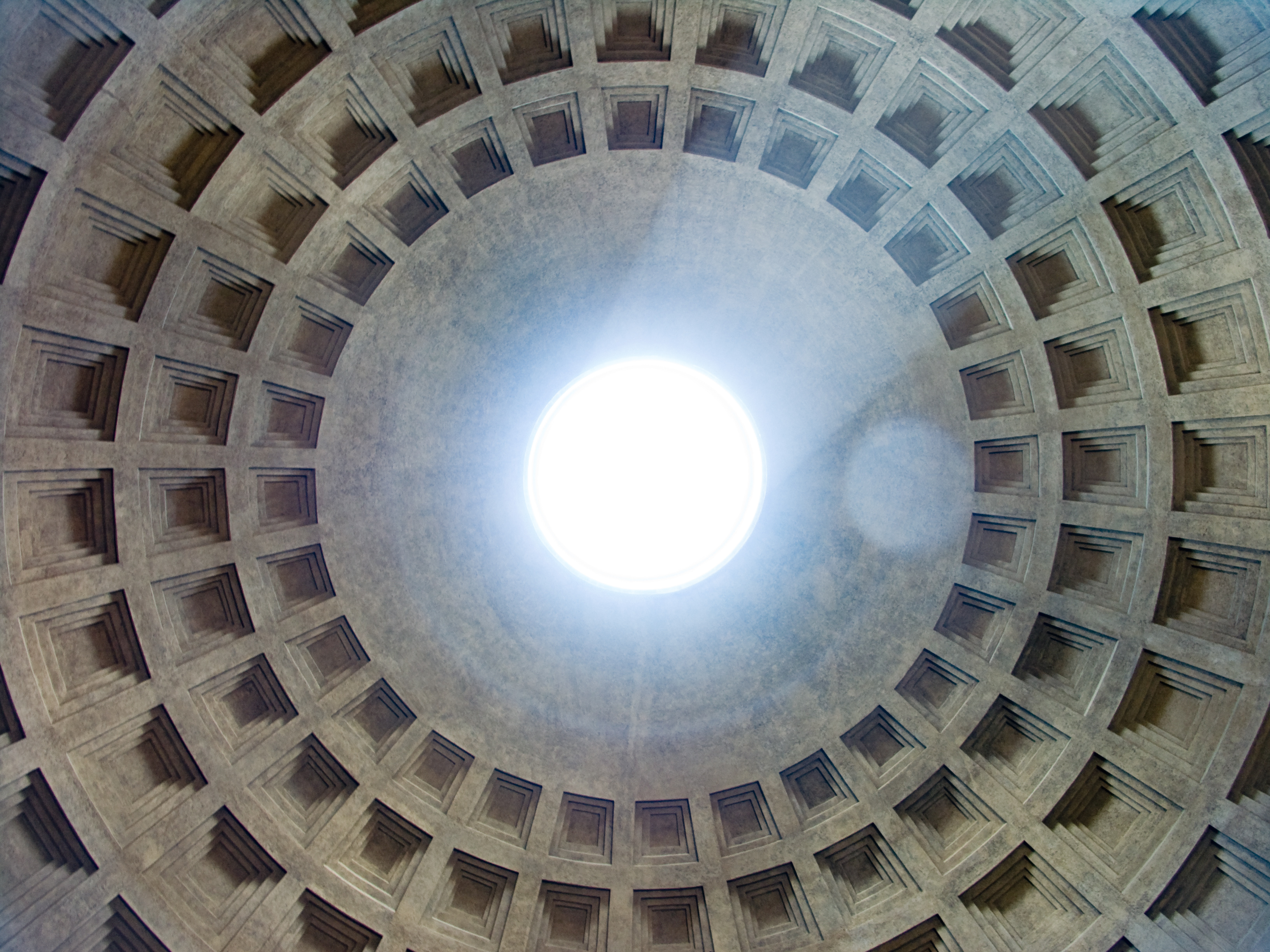
L'oculus sommital du Panthéon de Rome.
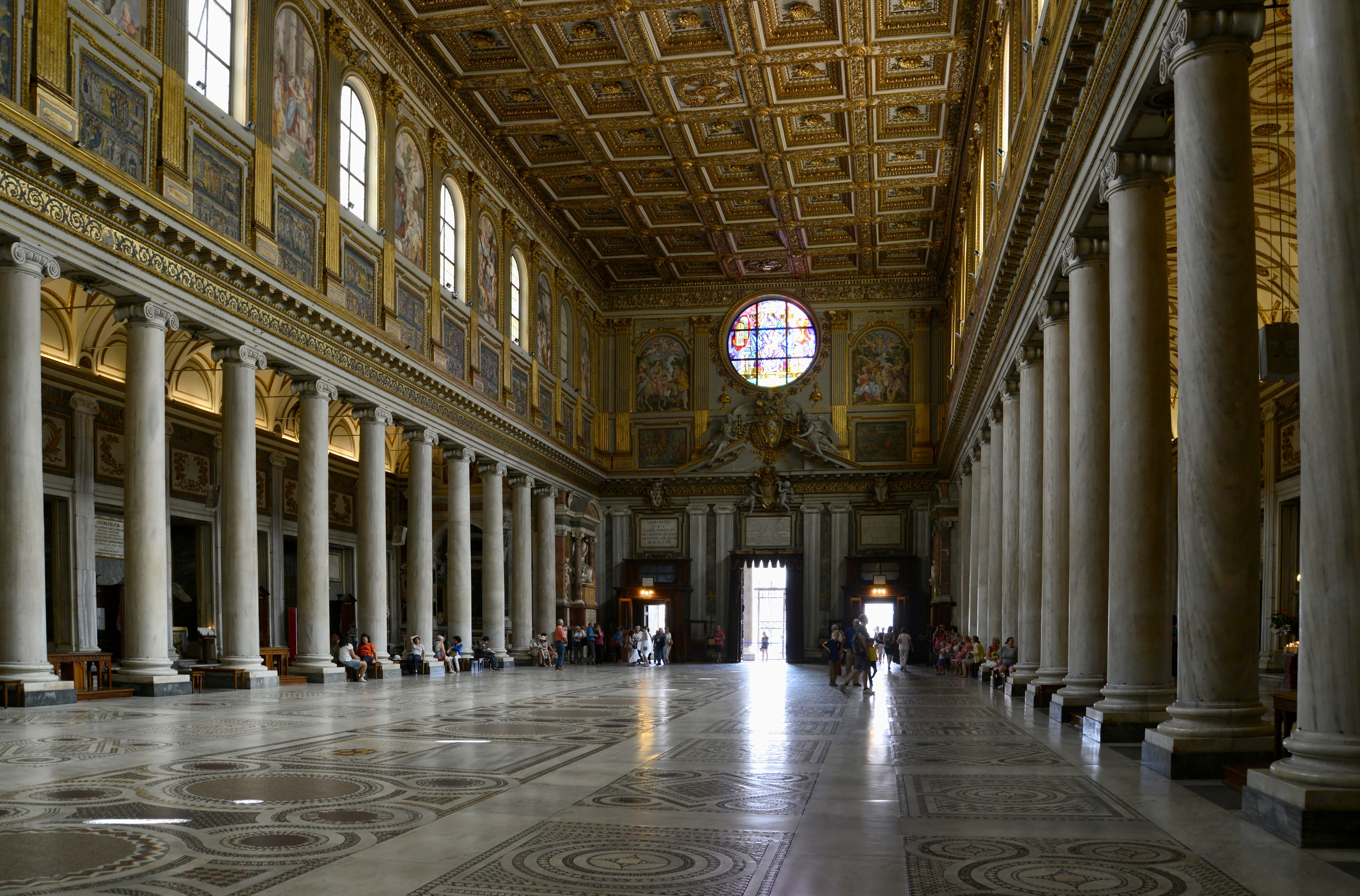
Oculus de la basilique Sainte-Marie-Majeure, Rome, Ve siècle (les vitraux sont plus récents).
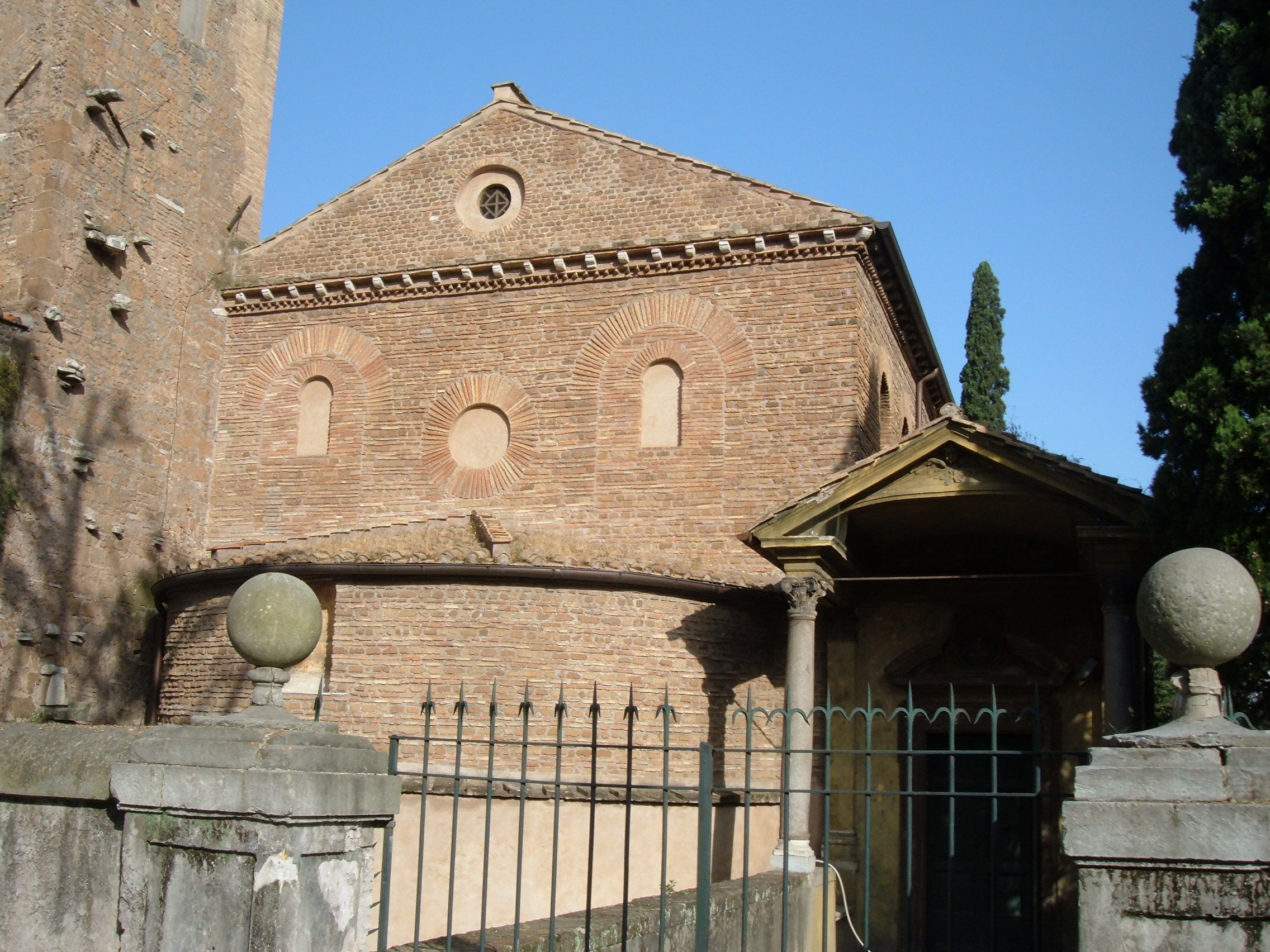
Oculi de la basilique Sant'Agnese fuori le Mura, à Rome.
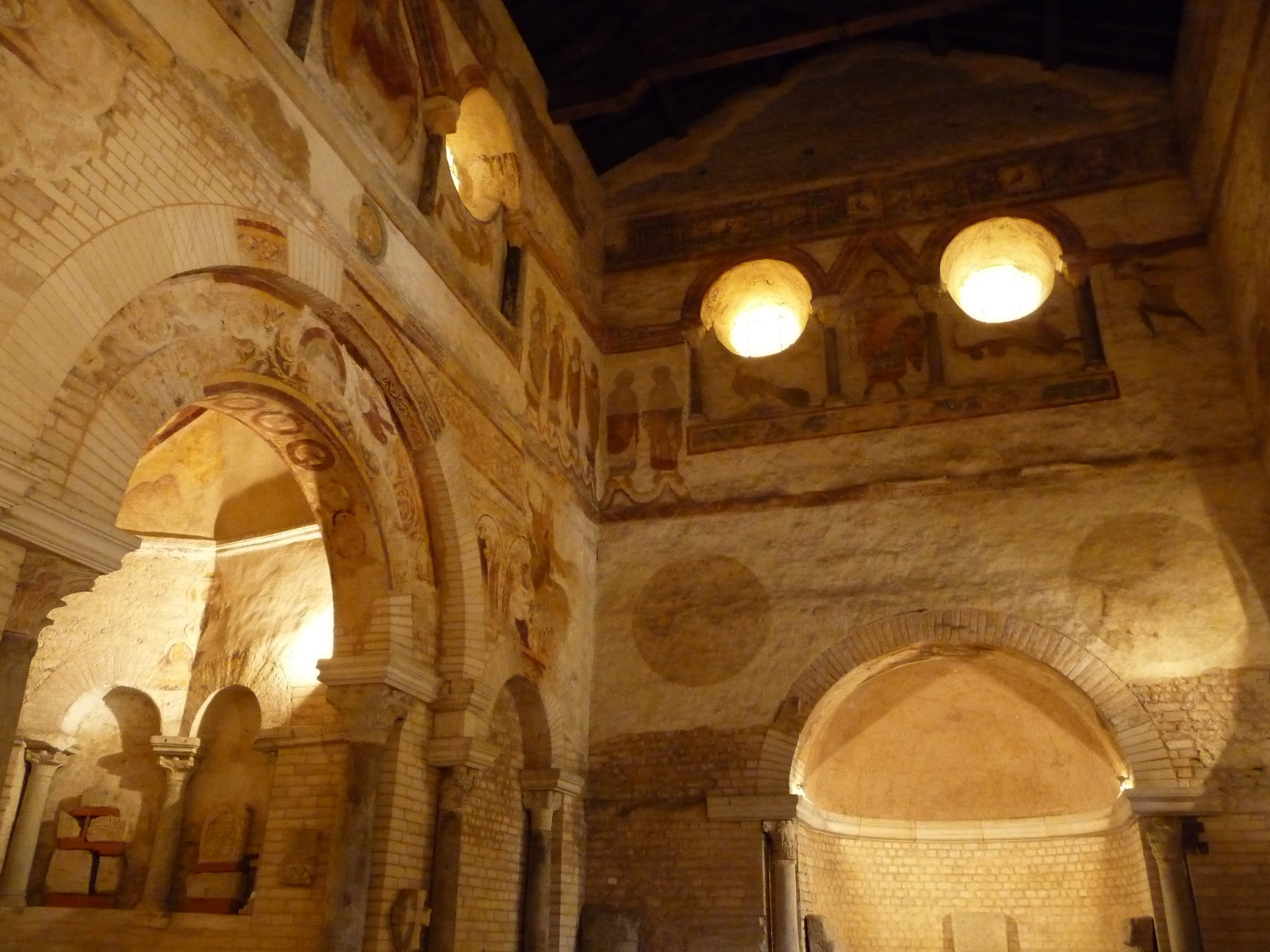
Oculi mérovingiens du transept du baptistère Saint-Jean de Poitiers, VIe – VIIe siècle.
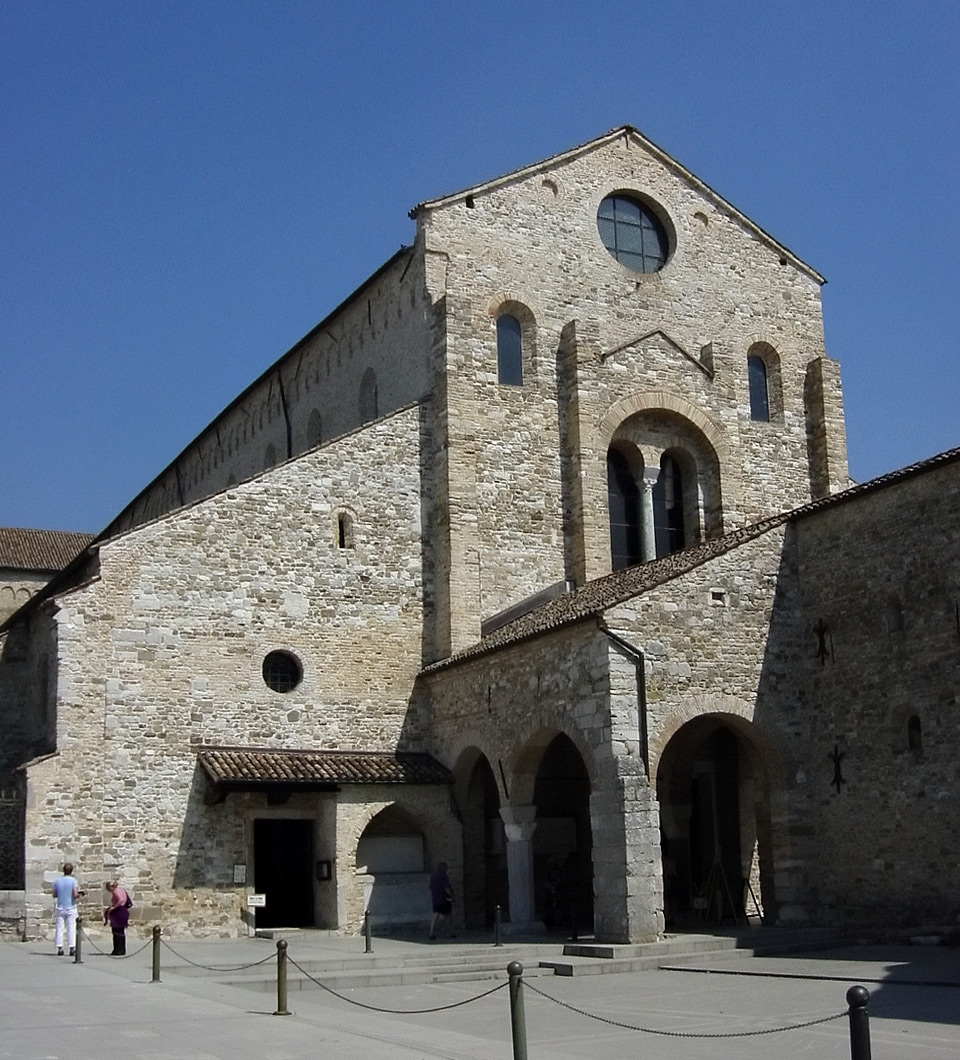
Ce type d'oculus reste fréquent dans l'architecture romane en Italie, basilique d'Aquilée.

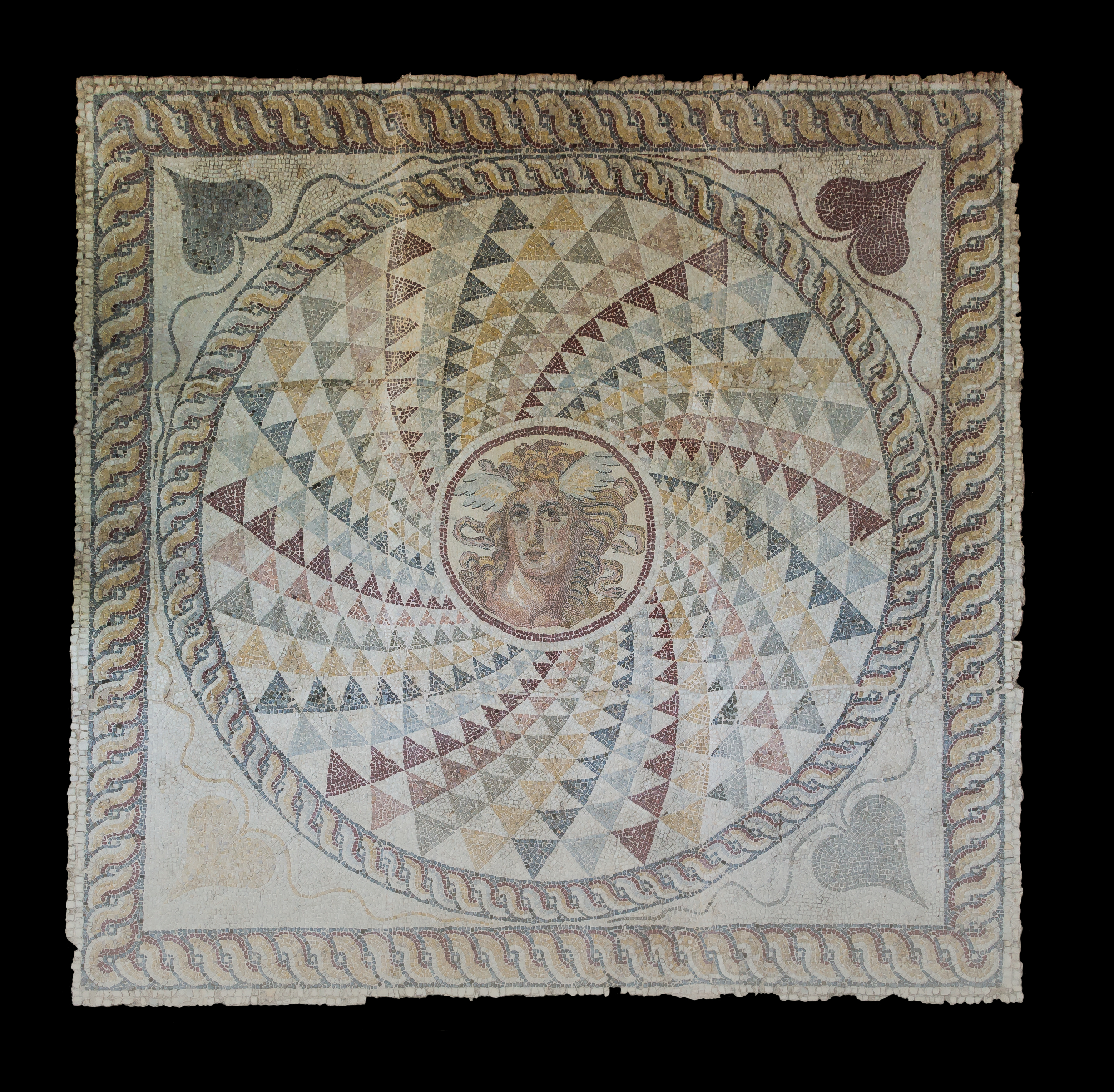
Mosaïque romaine, Athènes.
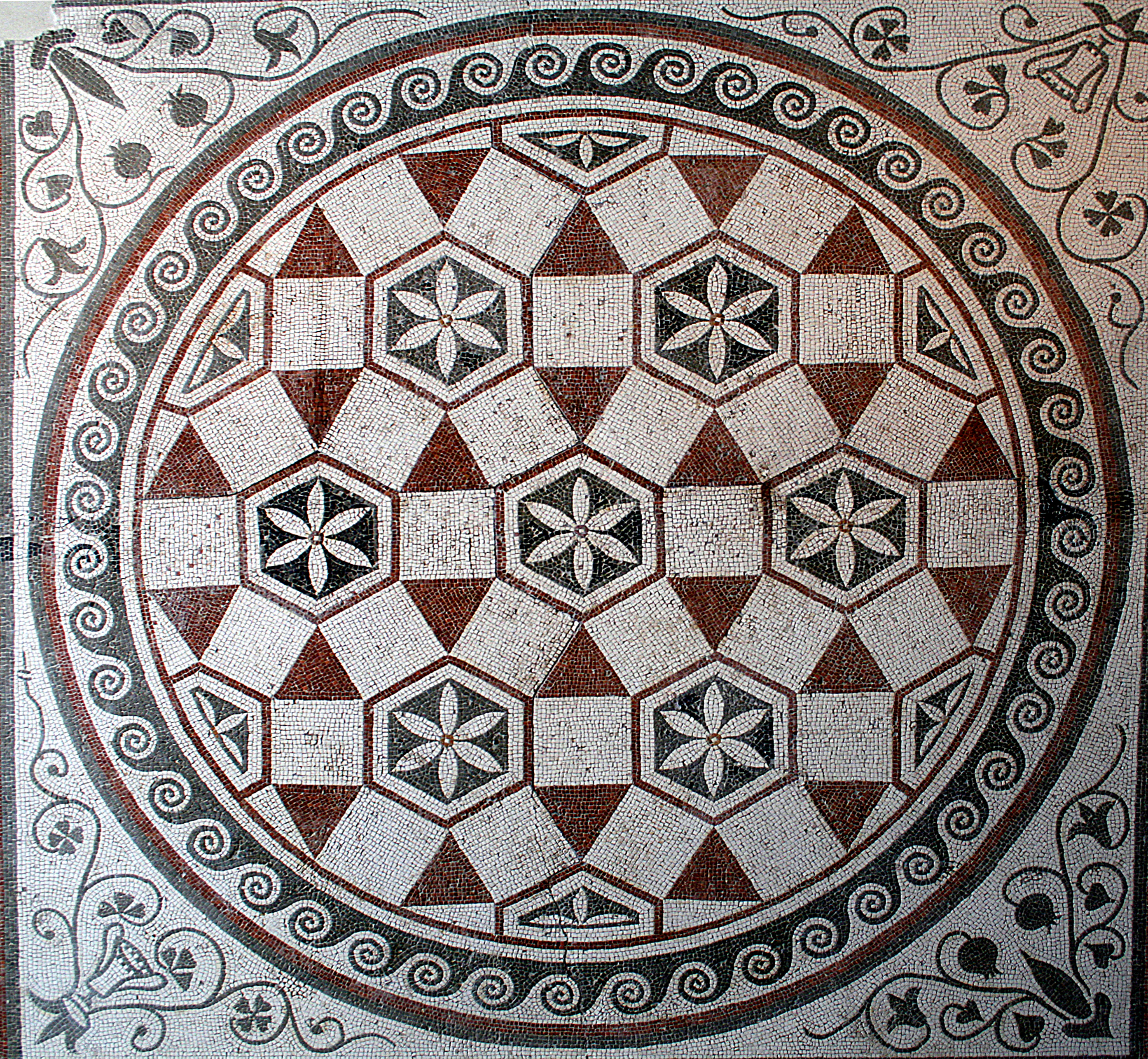
Mosaïque romaine, Rome.
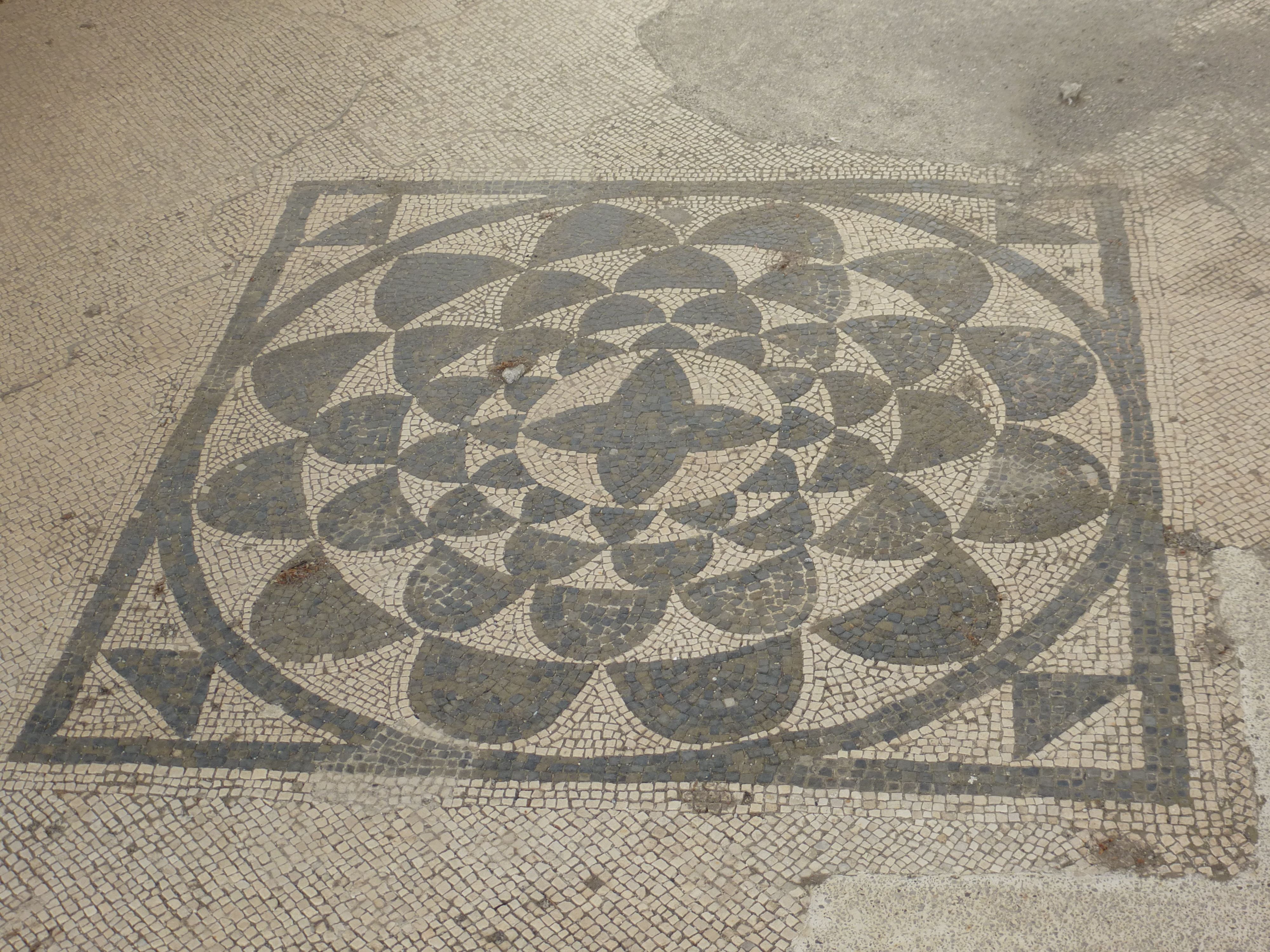
Mosaïque romaine, Pompéi.
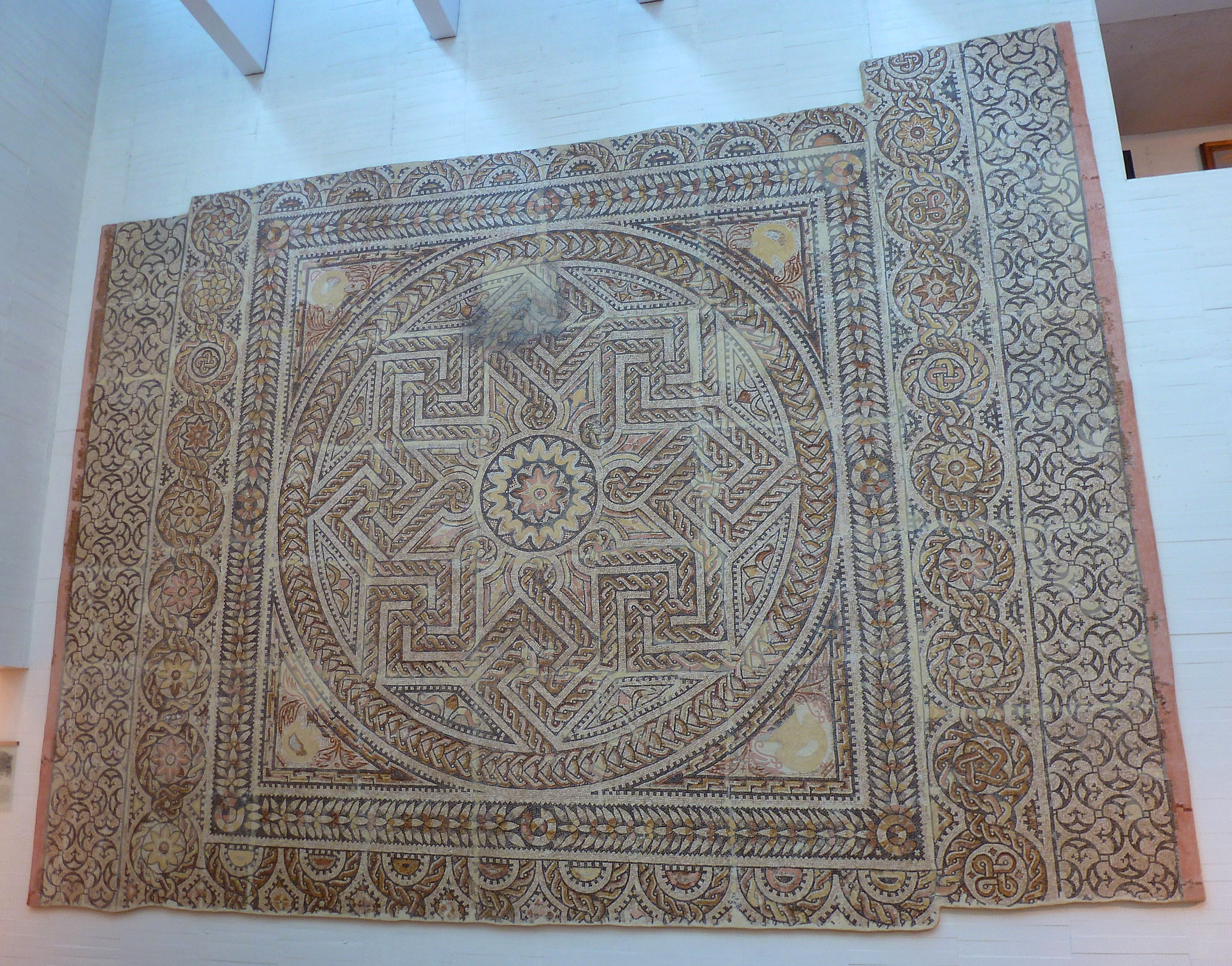
Rosace géométrique typiquement romaine, Espagne.

Les motifs décoratifs de rosettes et de rosaces sont très usuels dans l'art et l'architecture du Haut Moyen Âge comme dans l'art wisigoth et mérovingien. Par ailleurs, on a quelques rares exemples de fenêtres avec des claustras en pierre dans l'architecture wisigothique qui ont pu parvenir jusqu'à nos jours, comme à l'église Saint-Jean-Baptiste de Baños de Cerrato, datant du VIIe siècle, avec une rosace rudimentaire partielle en pierre incluse dans un arc outrepassé. Ce remplage servait à porter des vitres. Du fait de la rareté des vestiges architecturaux de cette époque, on ne peut pas affirmer que des rosaces entières n'aient pas existé dans les églises plus importantes qui ont disparu. Les plus anciennes rosaces entières en pierre qui ont subsisté se trouvent dans l'architecture asturienne. L'église Saint-Michel-de-Lillo d'Oviedo, construite vers 848, conserve un oculus avec une rosace en pierre.

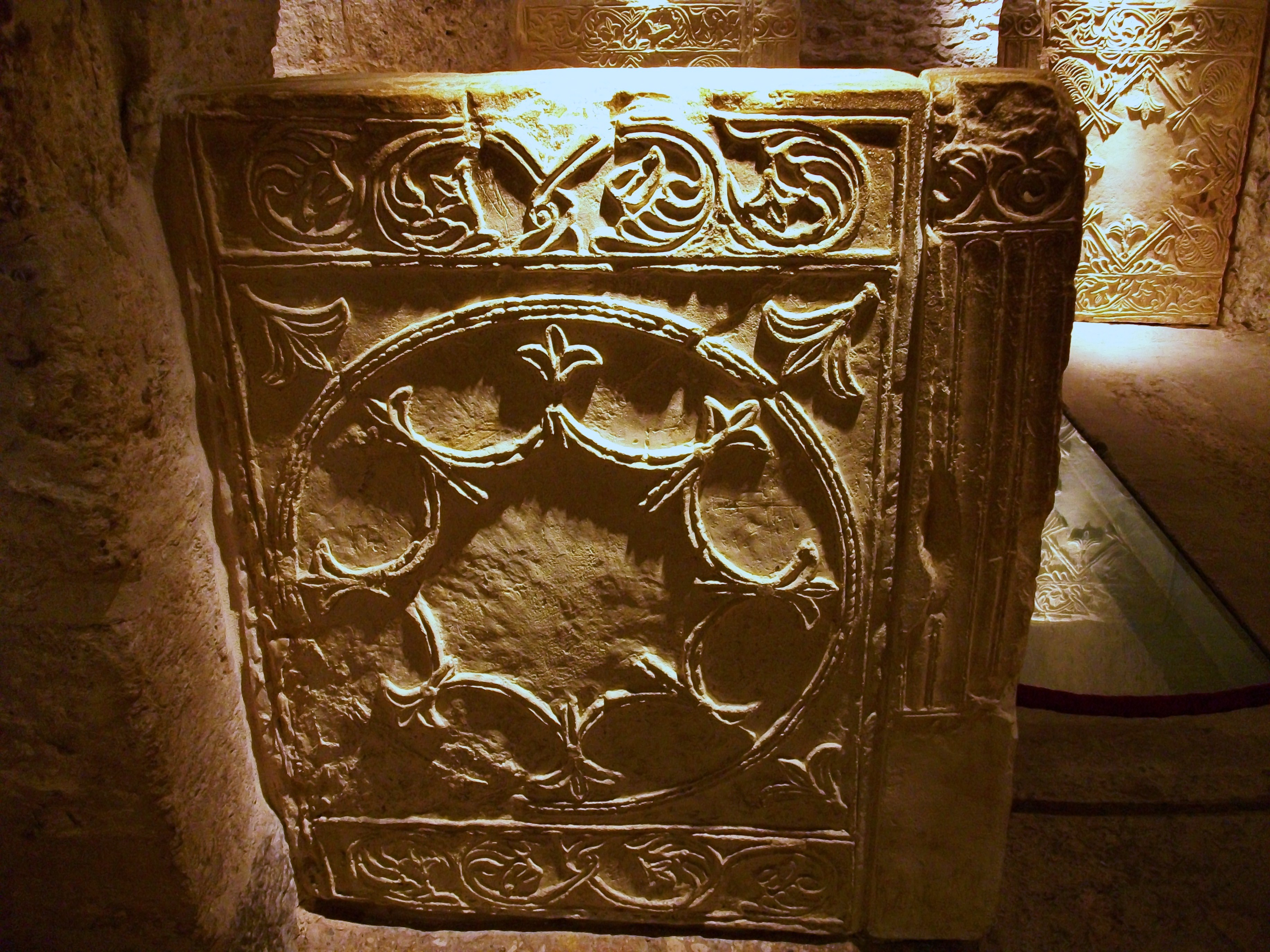
Décoration wisigothique commune. Crypte archéologique de la cathédrale Sainte-Marie de Valence, VIe – VIIe siècle.
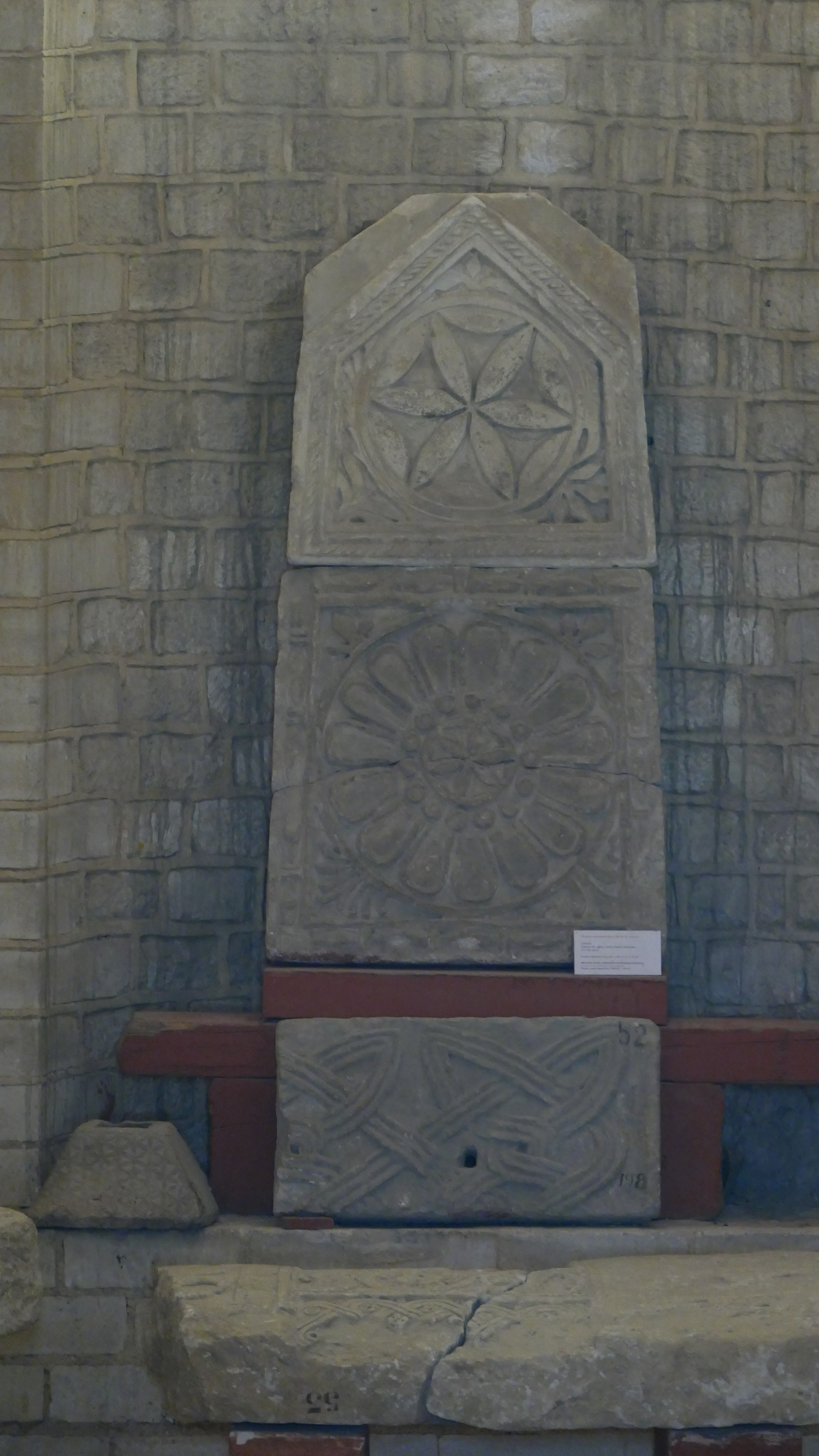
Reliefs architecturaux mérovingiens typiques (exposés au baptistère Saint-Jean de Poitiers).
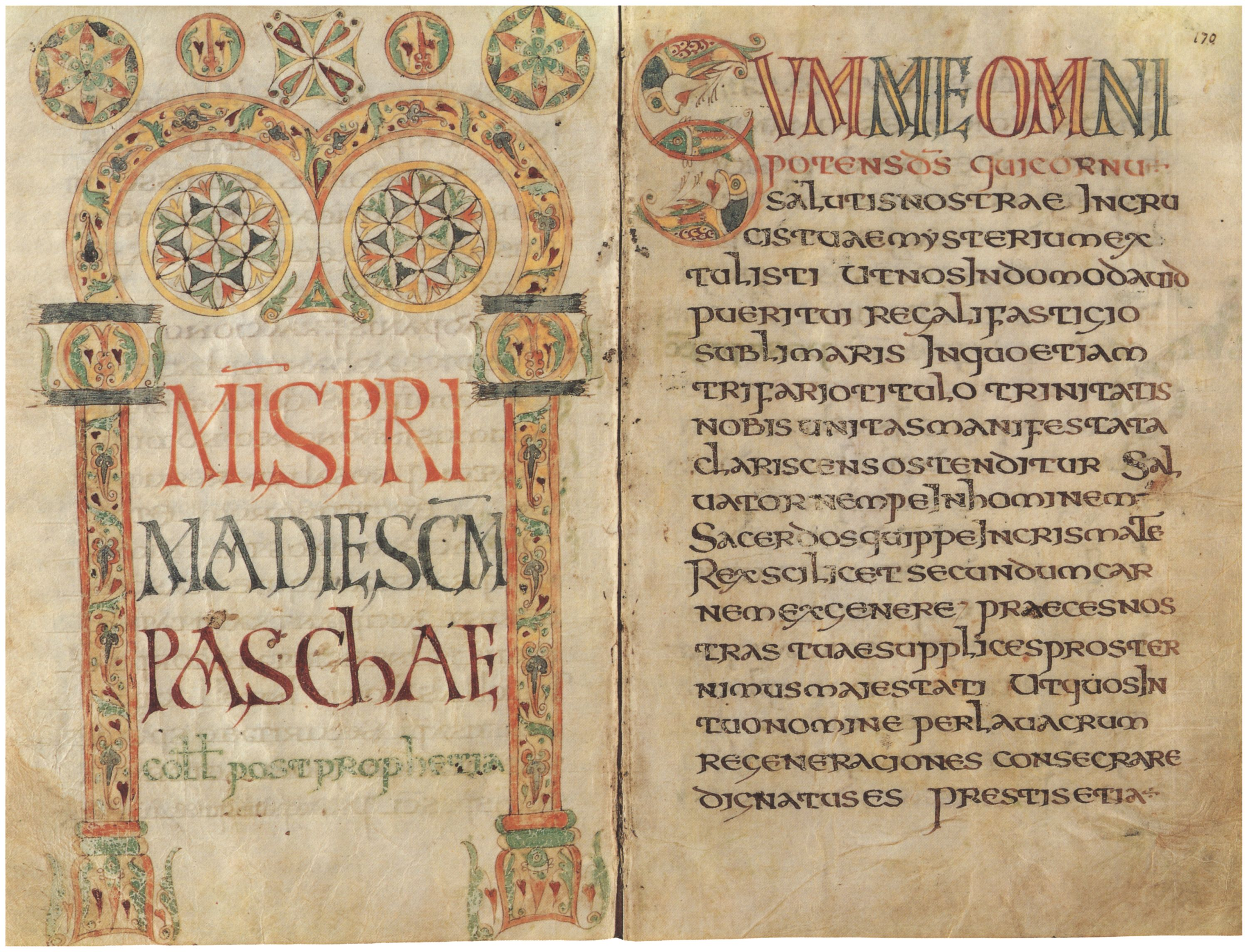
Rosaces d'une enluminure mérovingienne, vers 700.
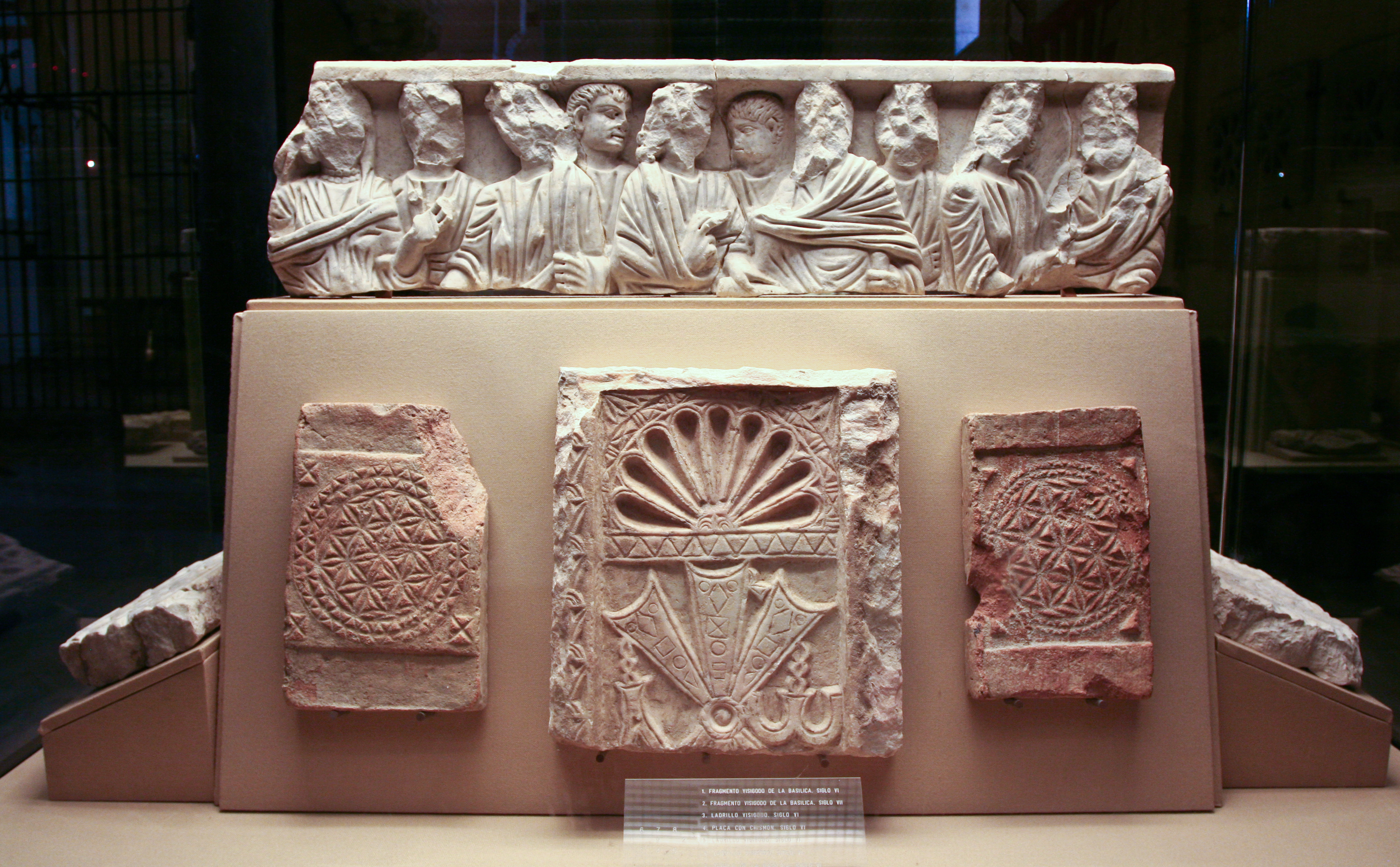
Décoration en rosaces sur les vestiges de la basilique wisigothique Saint-Vincent-le-Martyr de Cordoue, VIe – VIIe siècle.
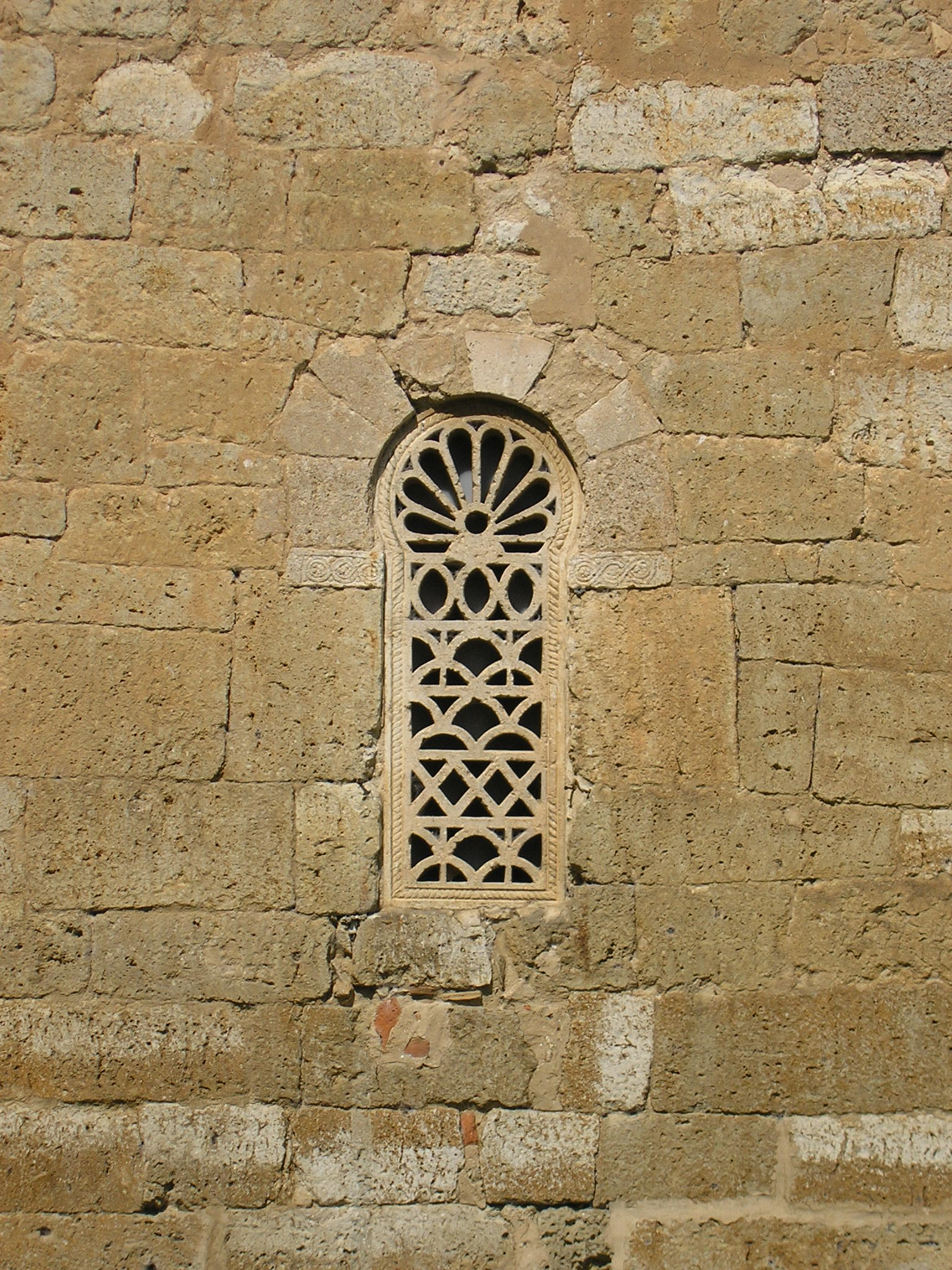
Fenêtre wisigothique avec claustra en pierre, avec une demi-rosace, église Saint-Jean-Baptiste de Baños de Cerrato, VIIe siècle.
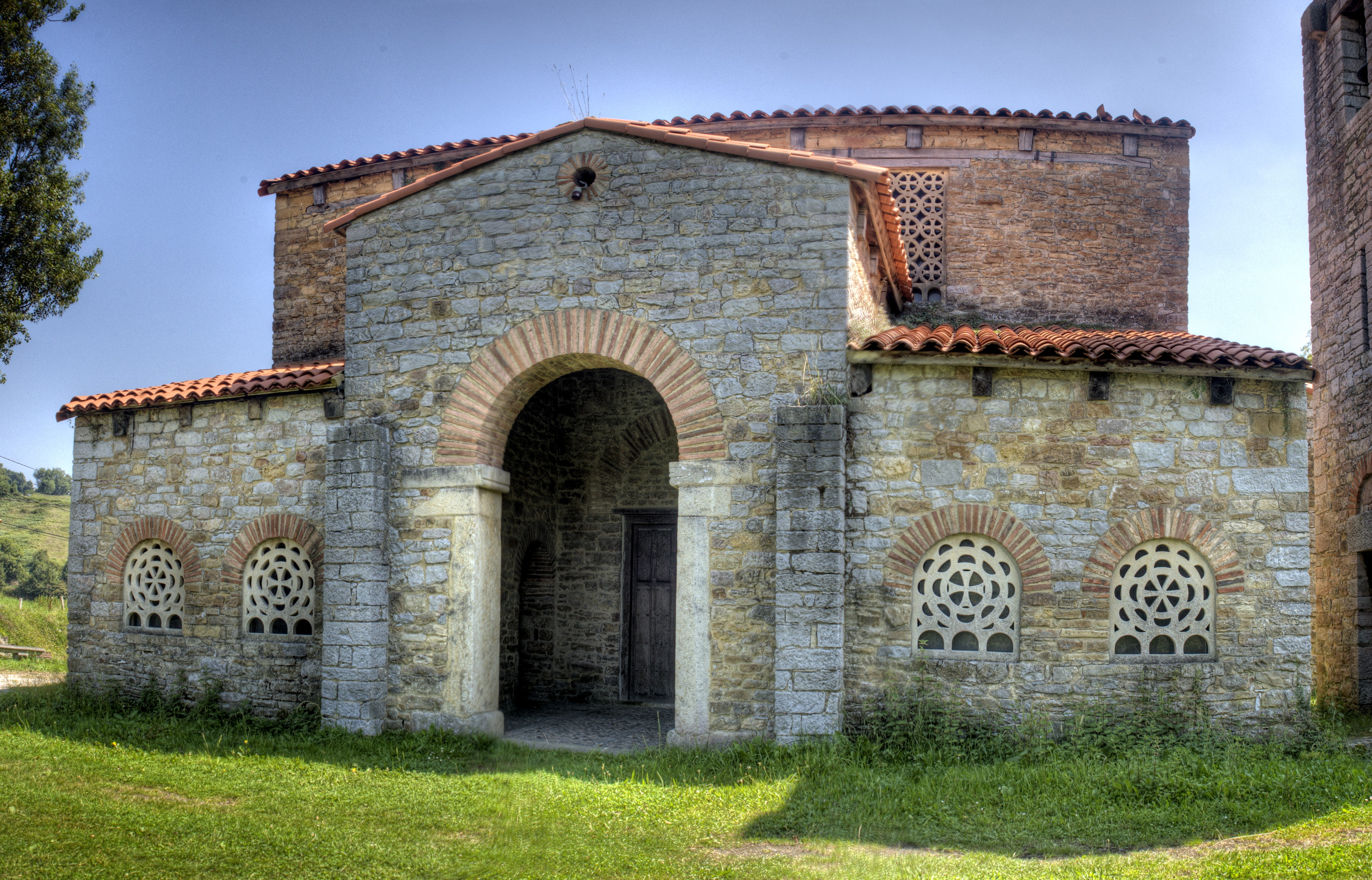
Claustras à rosaces de l'église Santa María de Bendones, érigée entre 792 et 842. Architecture asturienne.
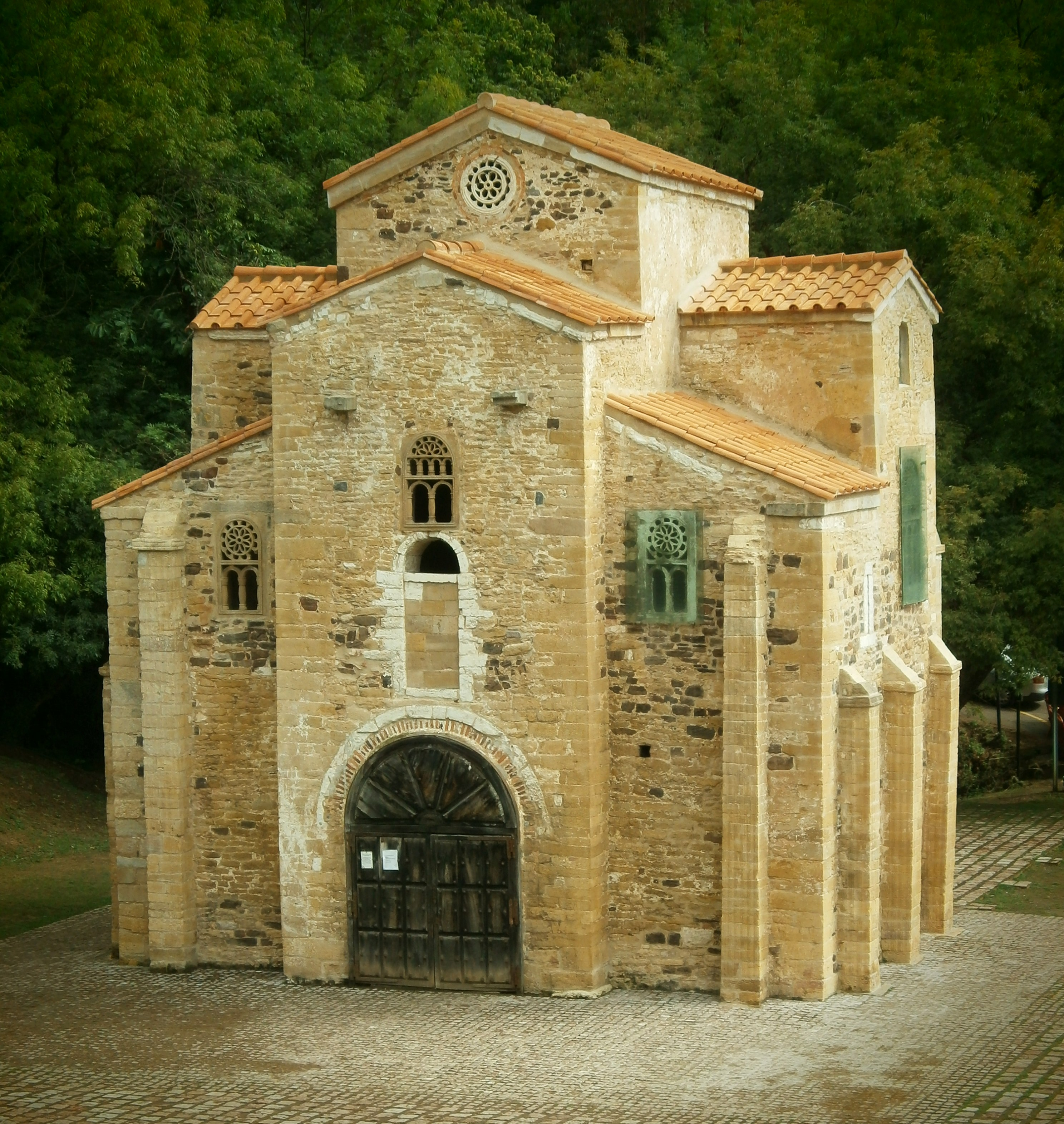
L'église Saint-Michel-de-Lillo d'Oviedo, érigée vers 848.
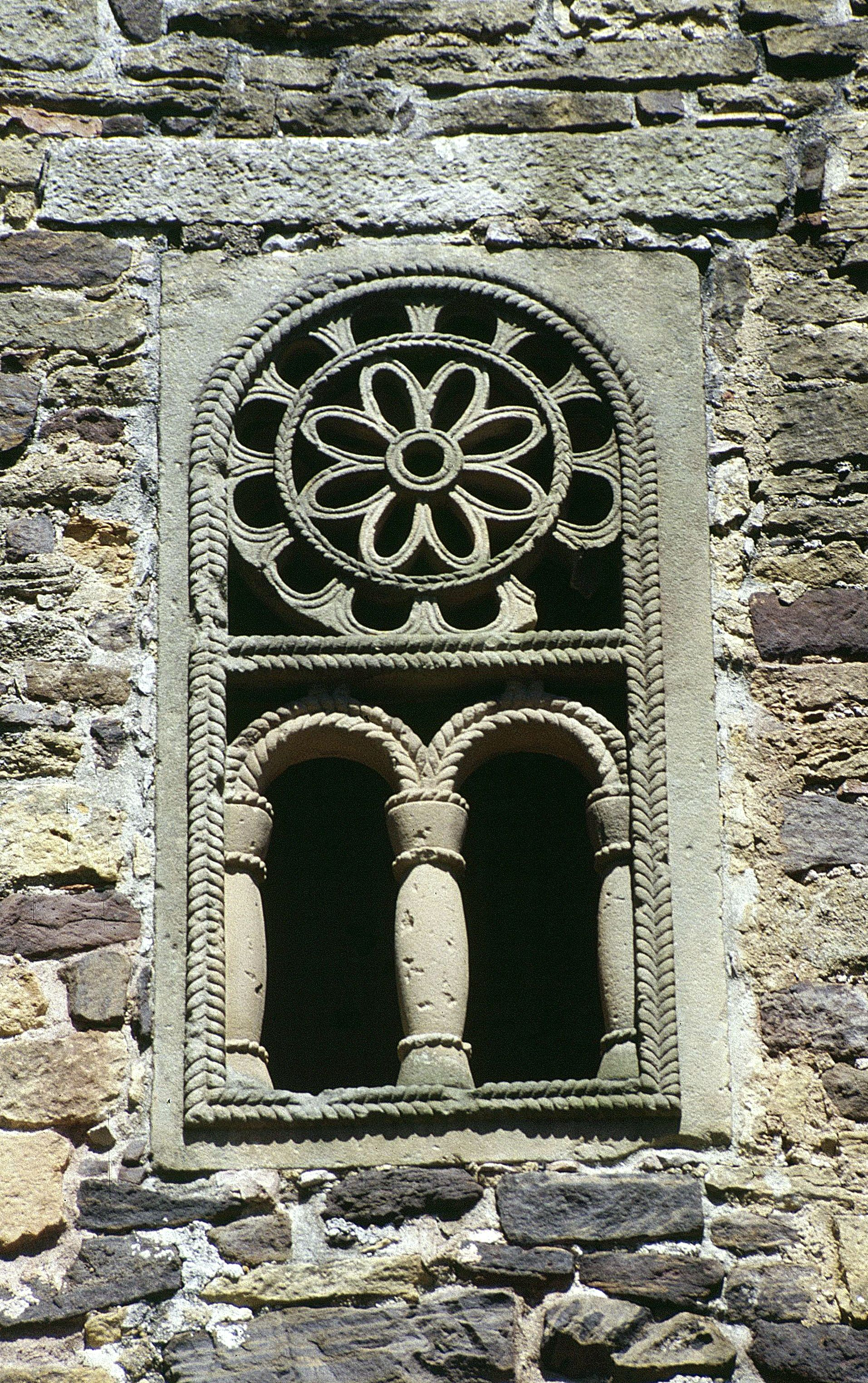
Église Saint-Michel-de-Lillo d'Oviedo, fenêtre à remplage de pierre, avec une rosace.
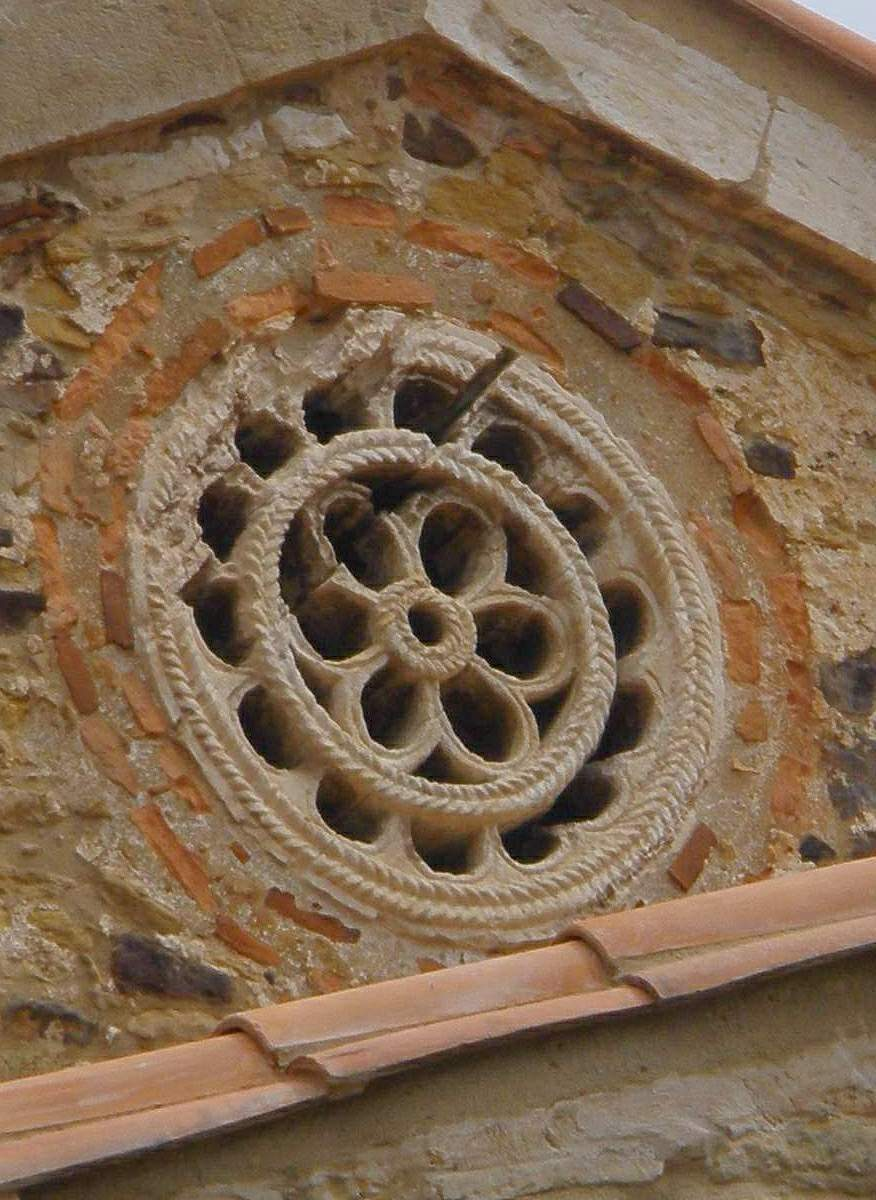
Église Saint-Michel-de-Lillo d'Oviedo, oculus avec rosace.

C'est surtout avec l'architecture romane, à partir du XIe siècle, que les rosaces en pierre vont prendre de l'ampleur et connaitre leur plein développement, avec de nombreux et beaux exemples parvenus jusqu'à nous, notamment en France, en Italie et en Allemagne dans un premier temps, puis dans toute l'Europe. Cet art atteindra son apogée dans l'architecture gothique, avec des diamètres pouvant devenir considérables. L'évolution des prouesses techniques et l'imagination des architectes expliquent qu'au fil des décennies, « le dessin se complique autour de l'oculus, pour faire place à d'extraordinaires kaléidoscopes mystiques ».

## Mythologie de la rose traduite en architecture et décoration
On établit le nom de rose dans l'architecture des églises pour la baie en français, en anglais, en allemand, en espagnol, en portugais… Et tardivement au XVIe siècle le nom de cette baie dans le mur est remplacé par son nom vernaculaire de rosace. Mais si la culture locale du pays où cette architecture apparaît ensuite est basée sur des conceptions différentes d'architecture, le terme initialement retenu est plutôt le terme tardif de « rosace » à la place de « rose », y compris en Italie qui avait rejeté l'art gothique. Une des raisons de l'abandon du terme de « rose » est que la rosace est issue de la représentation de plusieurs fleurs d'un point de vue de la science botanique : rose d'Israël, églantier, anémone, colchique… Elle se diversifie donc aussi en formes.

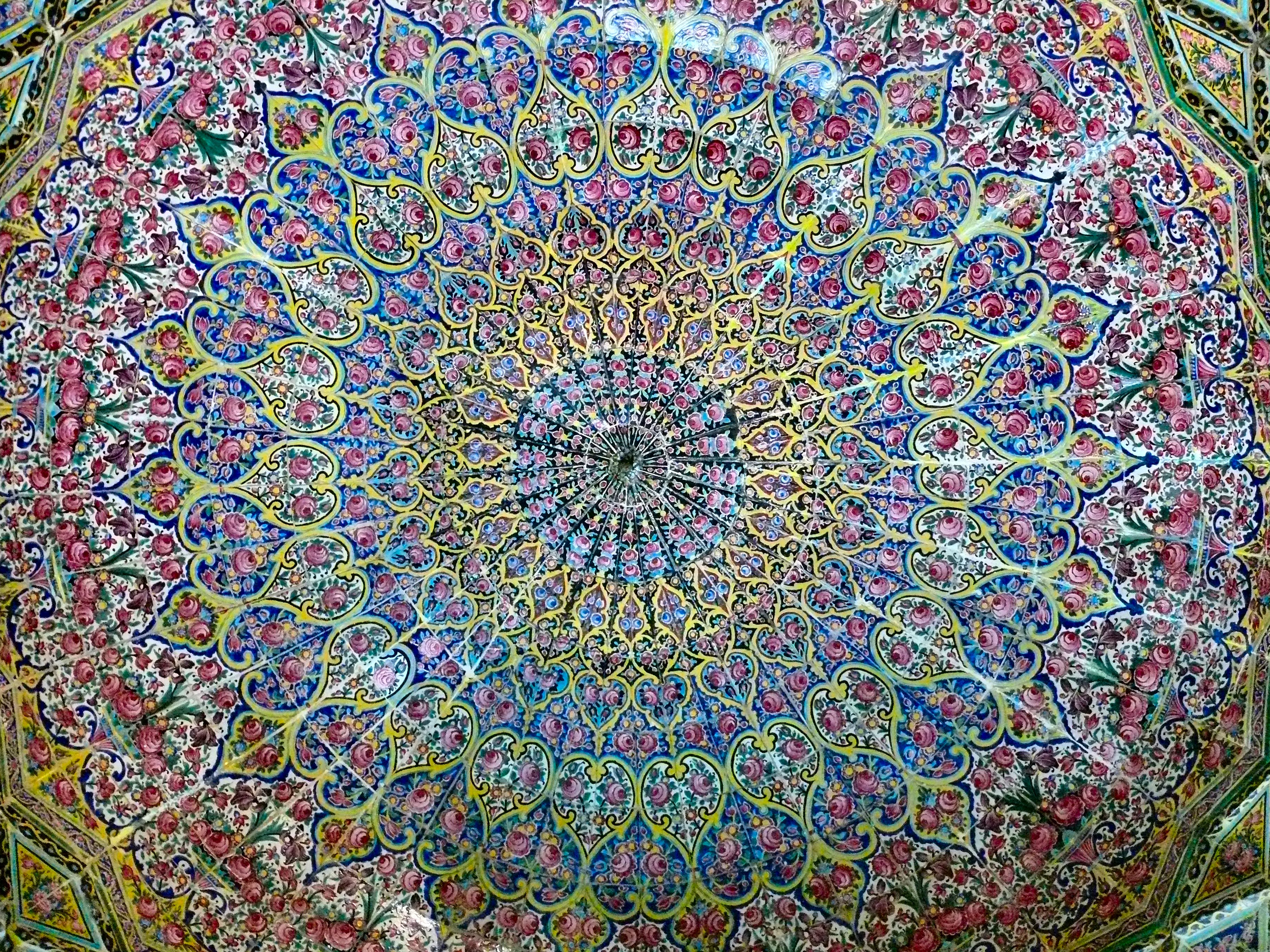
Rosace en céramique ornant le plafond de la salle des prières de la mosquée Nasir-ol-Molk.

L'architecture des mosquées porte ce motif floral de rosace en décor de ses voûtes sphériques.

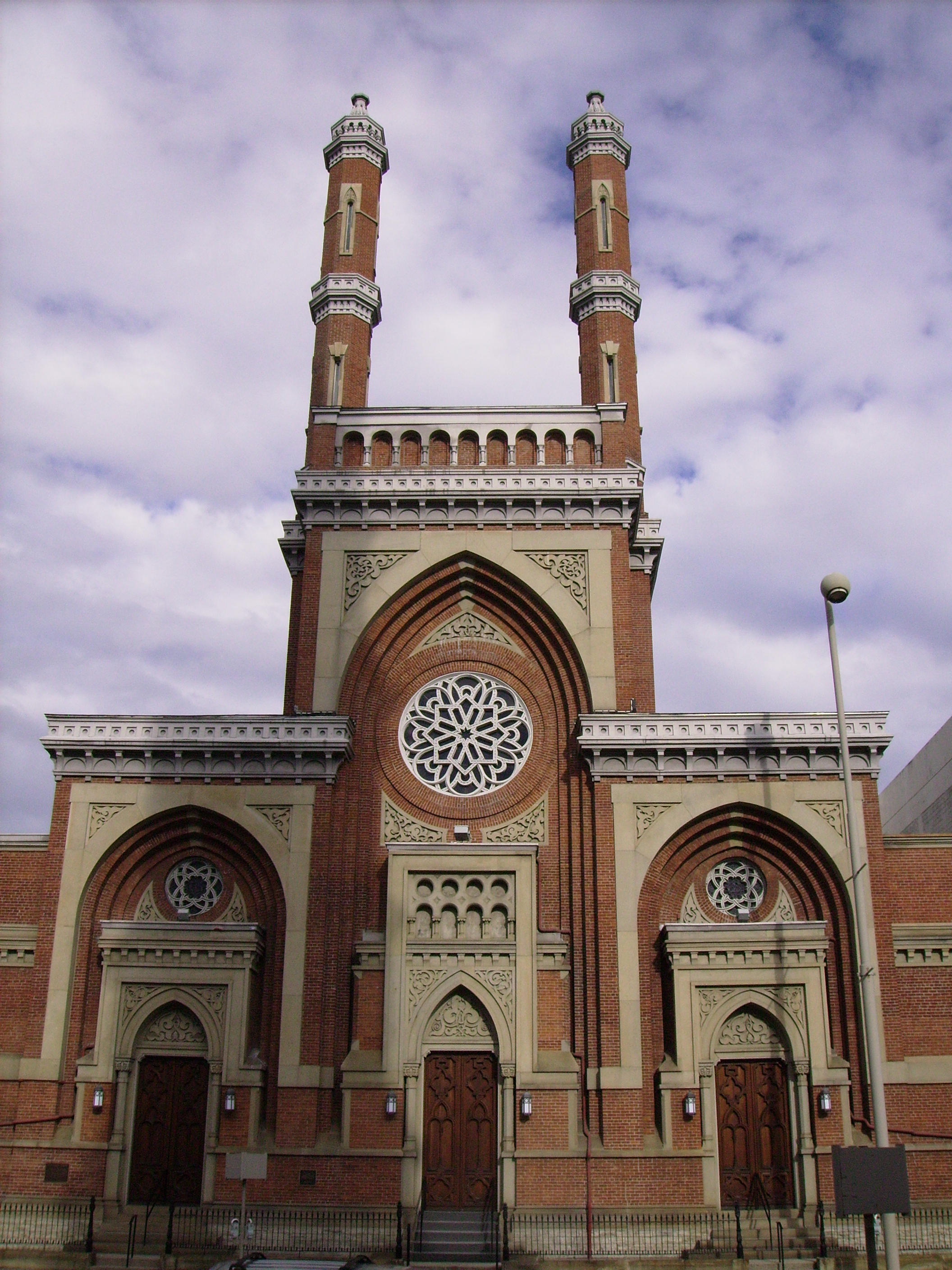
La synagogue Isaac M. Wise Temple de Cincinnati (Ohio).

L'architecture des synagogues contemporaines aux États-Unis est aussi porteuse la rosace comme baie (lorsqu'elle ne figure pas l'étoile de David).

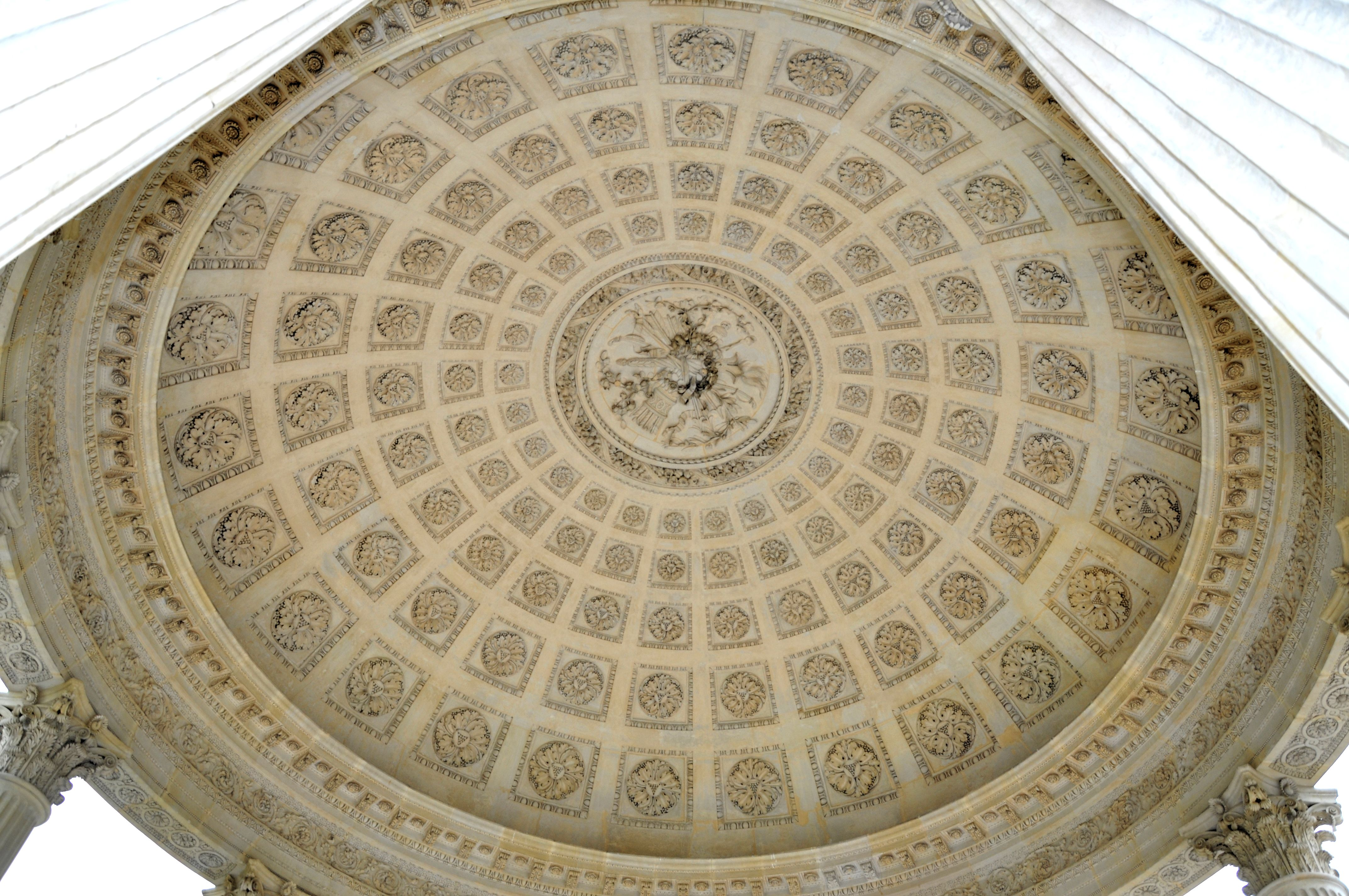
Coupole du temple de l'Amour avec (du centre vers l'extérieur) : le trophée, le tore de roses, les cinq rangs de rosaces, la corniche, la frise, l'architrave et les soffites.

En France, pays d'invention de la « rose » gothique, cette baie verticale originale au Moyen Âge (probablement partie de la reformulation de l'oculus selon une tournure nouvelle), la dénomination au XIXe siècle devient malgré tout la rosace.
Y compris dans le milieu architectural qui encore la met en place dans des ouvrages modernes. Dans cette période récente d'expression culturelle généralisée en Occident où on accumule des éléments culturels historiquement voire géographiquement séparés, l'élément style néo-gothique de fenêtre dépasse en importance dans l'architecture l'ornement sur une paroi de séparation ou un garde-corps. Car on préfère partout en Occident alors, mais en suivant l'architecture locale, sa juxtaposition avec l'expression d'un style de colonage classique, néo-classique, etc. On délaisse désormais la différenciation d'origine : « rose » pour la fenêtre symétrique particulière et « rosace » pour l'ornement sculpté sans ou avec jour.
Avec sa symbolique portée initialement, cette architecture formulée sur la rose est traditionnellement porteuse du mystère de la vie et de la mort et de l'amour. Elle est une traduction transculturelle de l'observation de la vie. Par exemple en Égypte antique les stèles et les signes astraux lune et soleil sont parfois entrecroisés sur un motif de « rose », ou dans la civilisation carthaginoise les dessins présents sur les stèles ont cette formulation en « rose » (tophet de Carthage). Ce sont des symboles d’éternité.
L'architecture des églises chrétiennes porte de son côté ses symboles transcendantaux avec la Rosa mystica. La rosace constitue le support en pierre (remplage) d'un grand vitrail, ou est une ouverture de forme circulaire mise en ensemble pour le décor dans une église. L'ancienne appellation de cette formule de la baie dans le mur d'architecture, jusqu'au XIXe siècle, est tout simplement rose. La rosace est présente dans les styles roman tardif en fond de nef et d'abord (c'en est une des inventions avec l'arc en ogive) en style gothique — dans son sens actuel qui dépasse la simple ouverture impérativement ronde mais plutôt l'ouverture à broderie de pierre ou de métal — aux extrémités du vaisseau central ou de bras du transept. La rosace est aussi présente dans les styles modernes (style néogothique) et contemporains non historicistes d'église, y compris en béton brut (brutalisme).
Les exemples les plus connus en France sont les rosaces de la cathédrale de Chartres et de la cathédrale Notre-Dame de Paris au-dessus du portail.
La rosace est historiquement d'abord un ornement, ce décor se perpétue. La rosace est constituée en moulures affectant cette forme circulaire particulière, utilisée principalement en architecture. Elle avait embelli les fontaines de Pompéi en marbre. Elle a été utilisée pour décorer les caissons de plafond, entre autres dans les voûtes en berceau. Elle embellit l'architecture classique laïque comme la coupole du temple de l’Amour du Petit Trianon dans le parc du château de Versailles. Elle embellit les façades Art nouveau floral en Belgique.

## Architecture des rosaces

### Les roses d'église

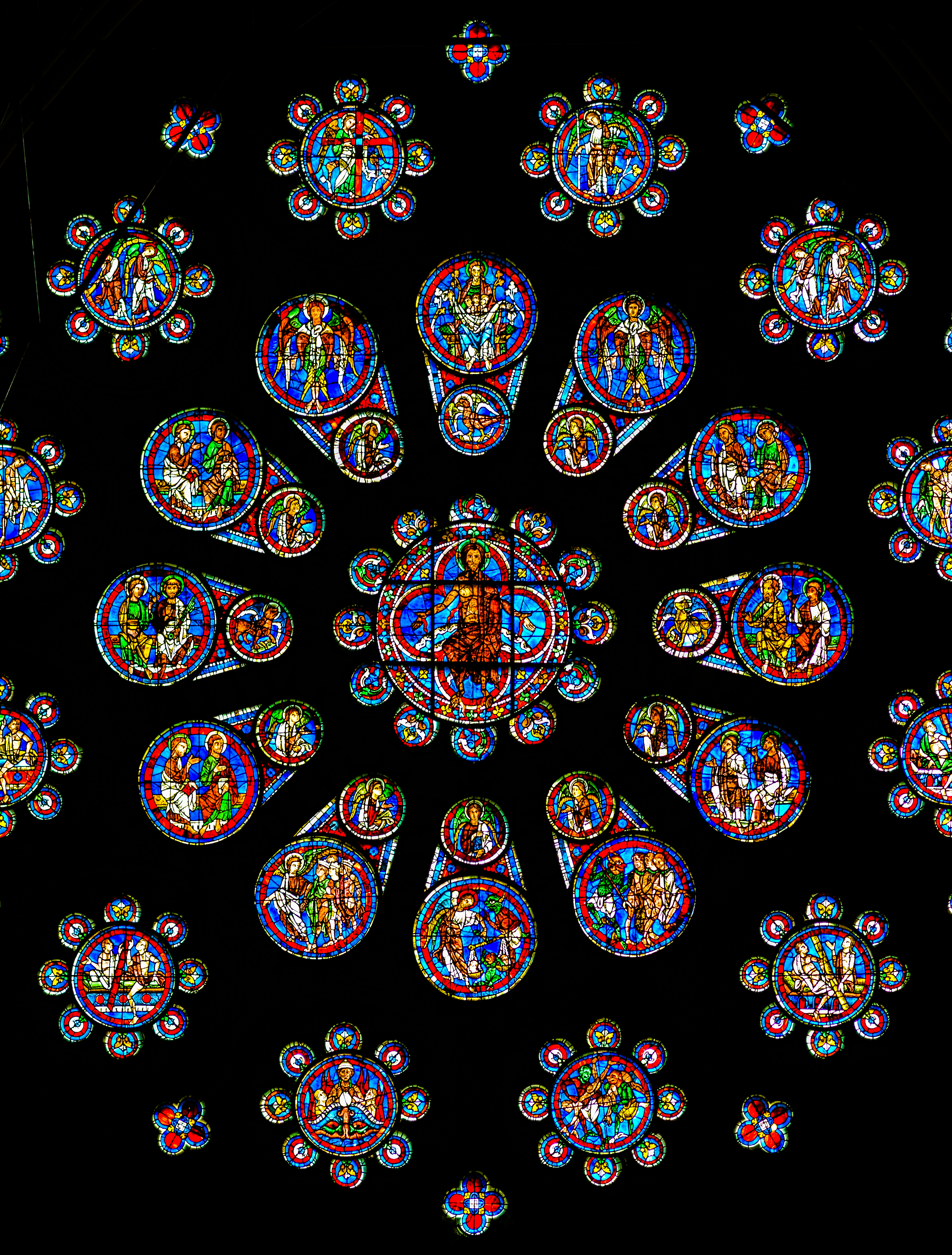
Rose de la façade ouest de la cathédrale de Chartres marquée du chiffre 12 : oculus à douze redents, douze pétales (formées de deux médaillons), douze rosettes et douze trèfles quadrilobés.

La rosace doit être plus proprement appelée « rose » lorsqu'elle désigne une ouverture ou une fenêtre. Les roses de l'art gothique sont fabriquées à partir d'un dessin de l'architecte médiéval qui fait fabriquer une série d'éléments qui seront assemblées jointivement.
Les premières roses de façades sont celles de l'abbatiale de Saint-Denis et du transept de l'église Saint-Étienne de Beauvais, au milieu du XIIe siècle.
Ensuite viennent les grandes roses du premier art gothique faites d'oculi juxtaposés à Lausanne et au transept de Laon, puis vers 1200 les roses à rayons comme celle de la façade de Notre-Dame de Paris : l'allusion à la roue est encore très proche avec le remplage de pierre rayonnant comme les raies d'un moyeu. Les roses de style gothique rayonnant sont les plus répandues et les plus connues ; elles sont constitués de remplages qui peuvent être retirés ou modifiés indépendamment de la structure du mur. Il convient de signaler que ces roses ont fait l'objet de profondes restaurations au XIXe siècle. Ainsi, les éléments originaux de celles du transept de Saint-Denis ont été déposés à l'intérieur de la basilique, ce qui permet de les observer de près.
Les roses flamboyantes aux motifs évoquant des flammes sont particulièrement complexes et riches et ont attiré très tôt l'intérêt des historiens d'art pour la fin du Moyen Âge. Les architectes Martin Chambiges et Pierre Ier Chambiges en ont fait en quelque sorte leur marque de fabrique dans leurs cathédrales de Sens, Beauvais, Troyes et Senlis.

#### Galerie de rosaces à vitraux d'églises

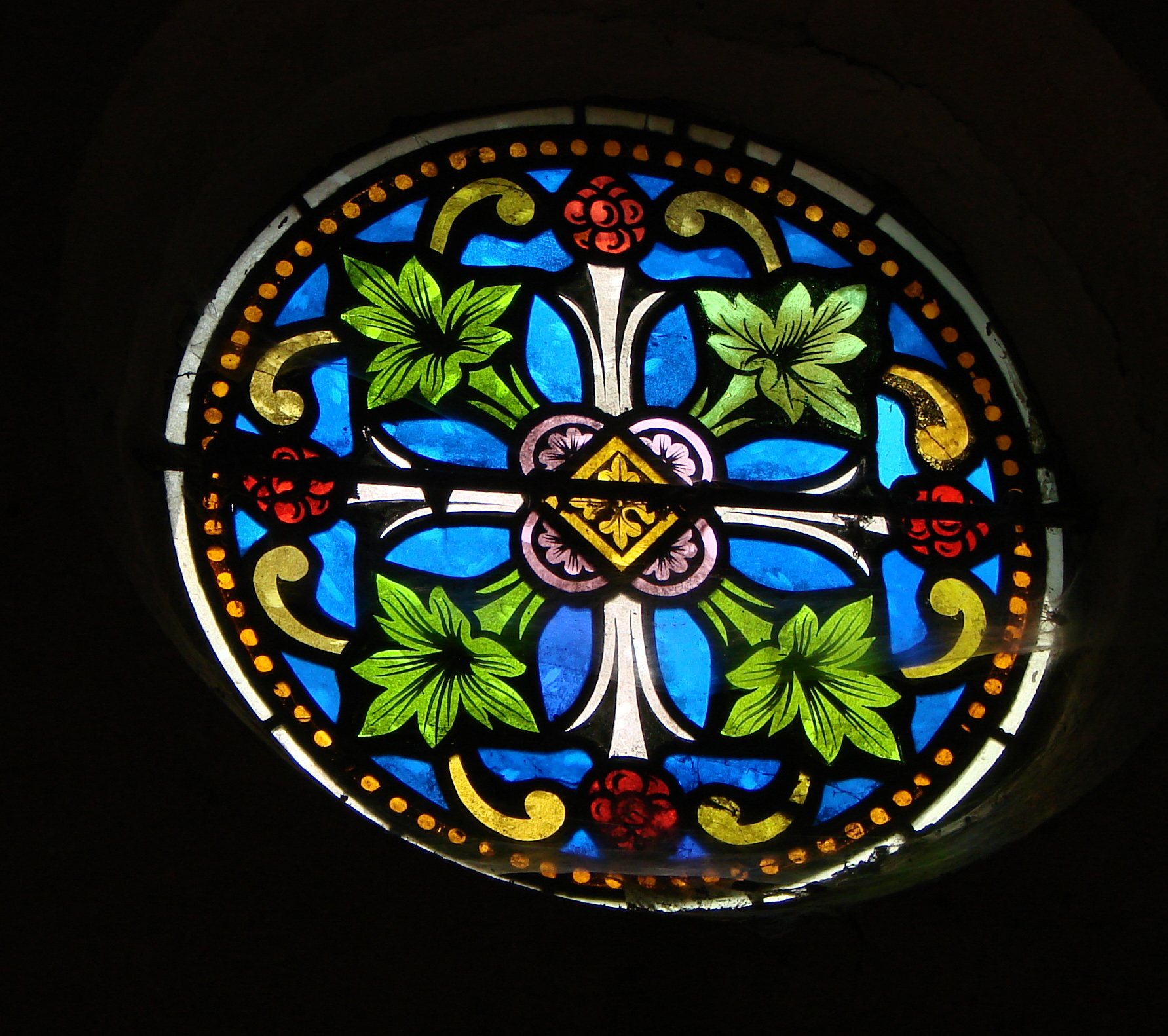
Rosace de l'église de Bourcq : oculus simple.
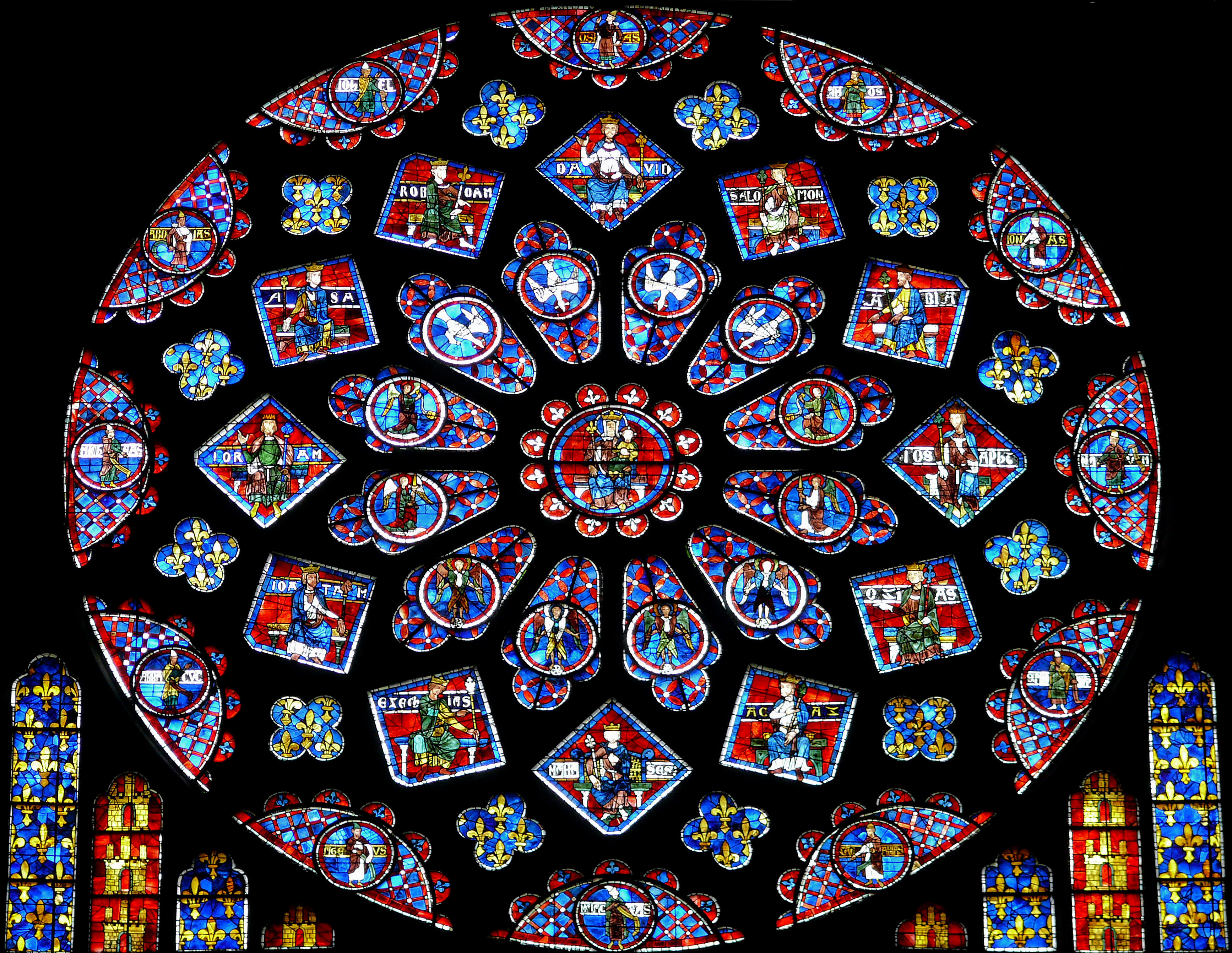
Rosace du transept nord de la cathédrale de Chartres.
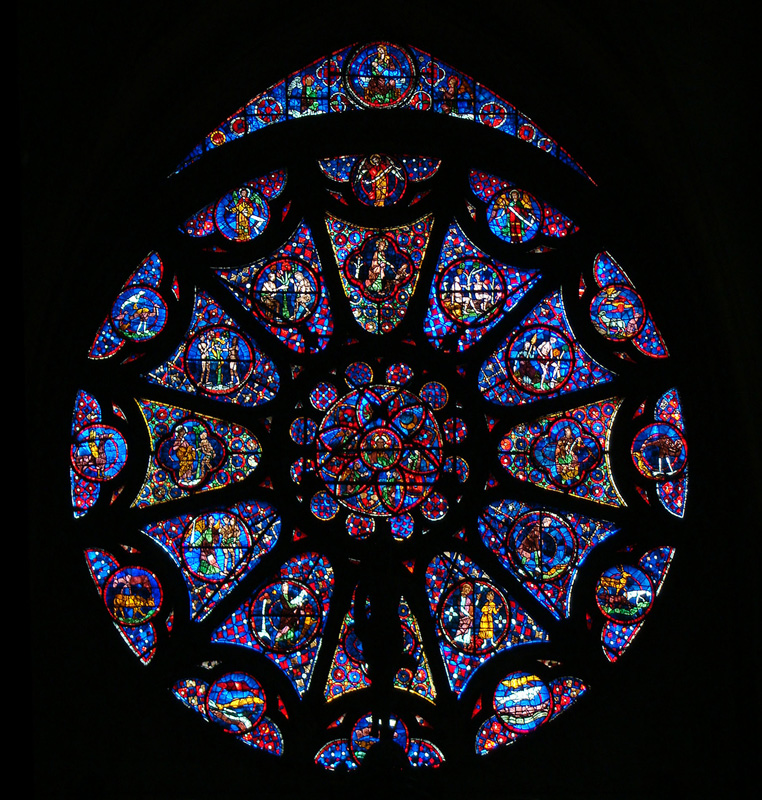
Rosace nord du transept de la cathédrale Notre-Dame de Reims : de l'oculus central polylobé rayonnent vingt-quatre médaillons[8].
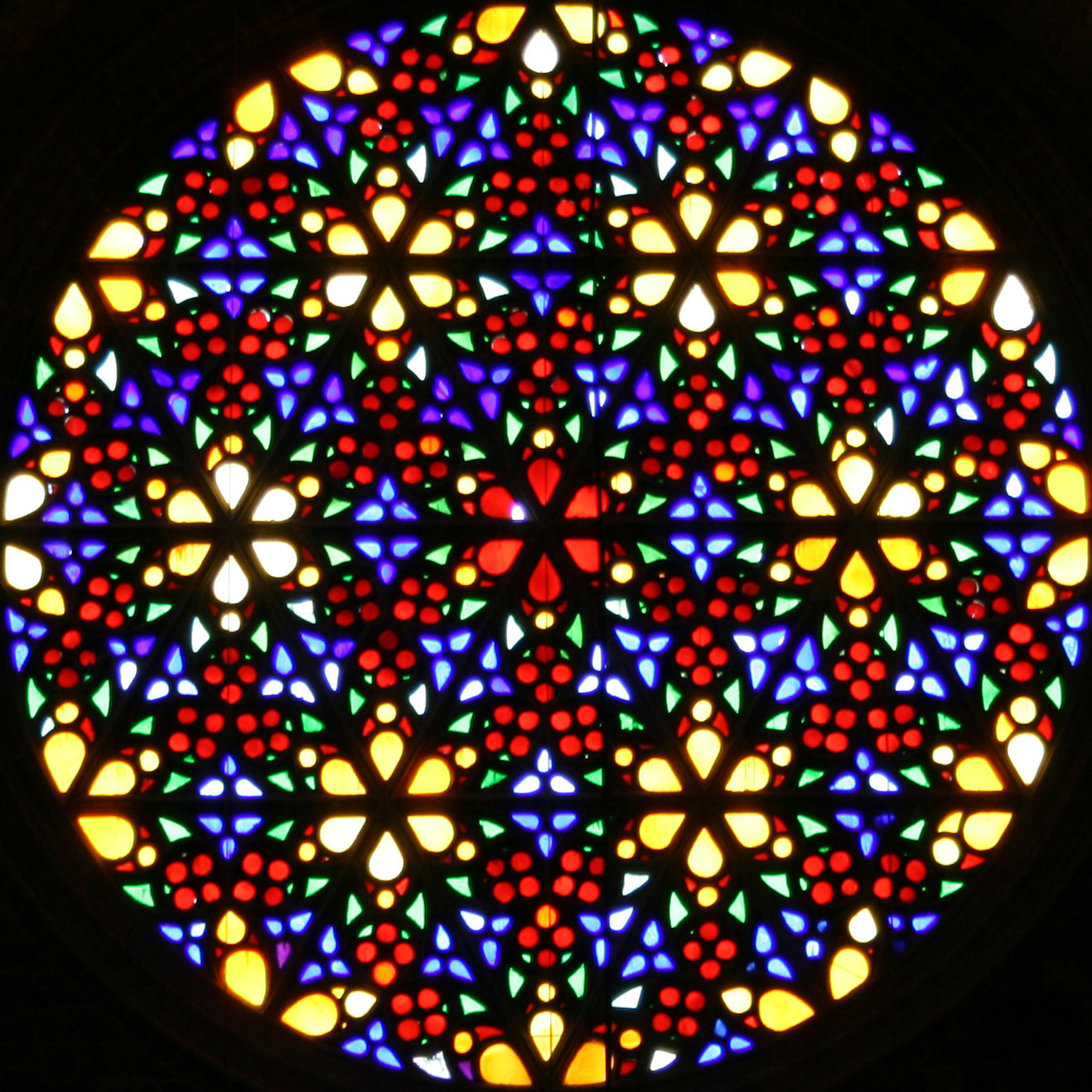
Rosace gothique de la cathédrale de Palma de Majorque, avec un motif ancien, déjà présent dans les mosaïques romaines antiques.
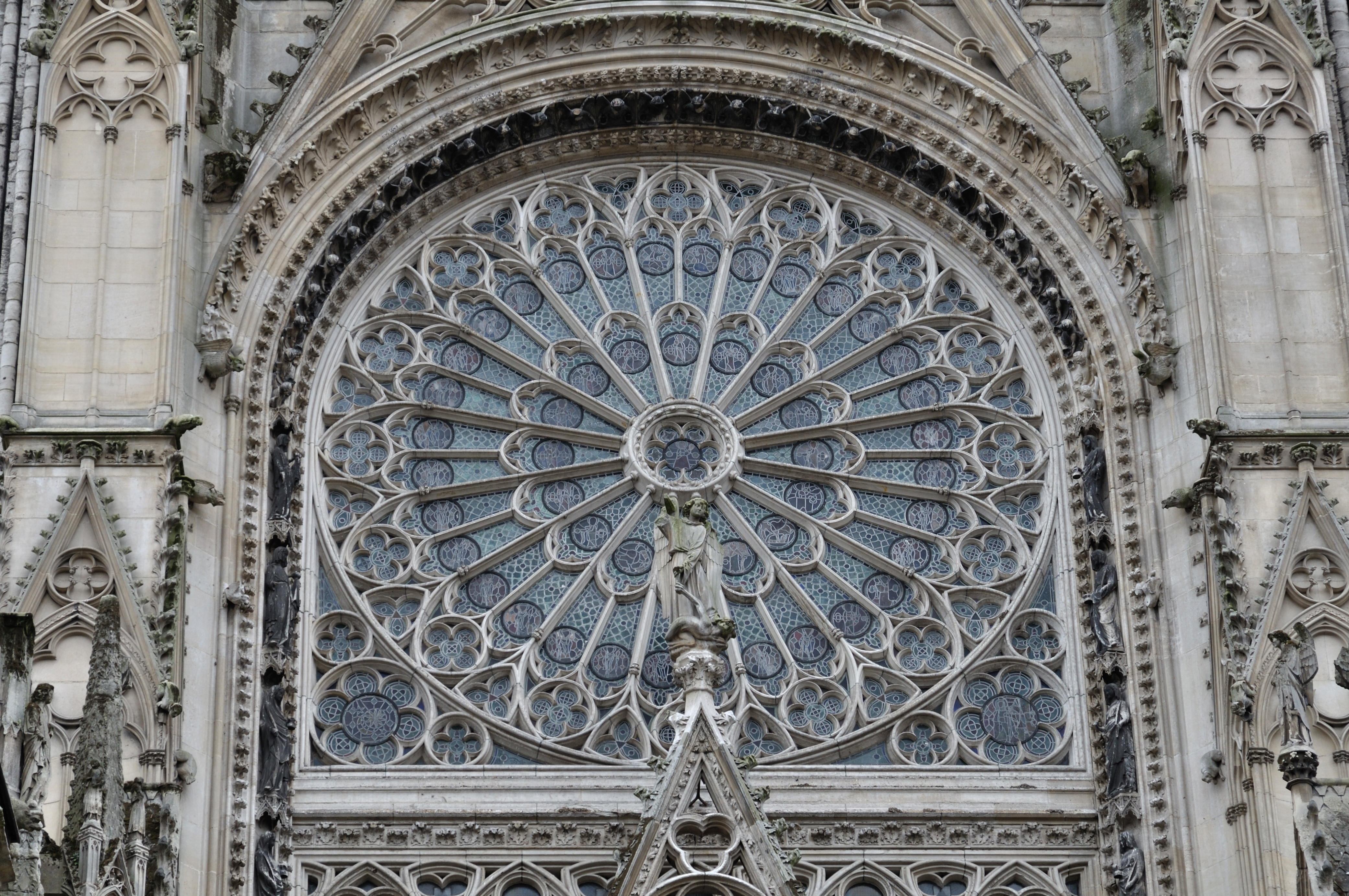
Rosace (nord) de la cathédrale de Rouen : la rose aux écoinçons inférieurs ajourés, présente seize pétales rayonnant autour d'un oculus central[9].
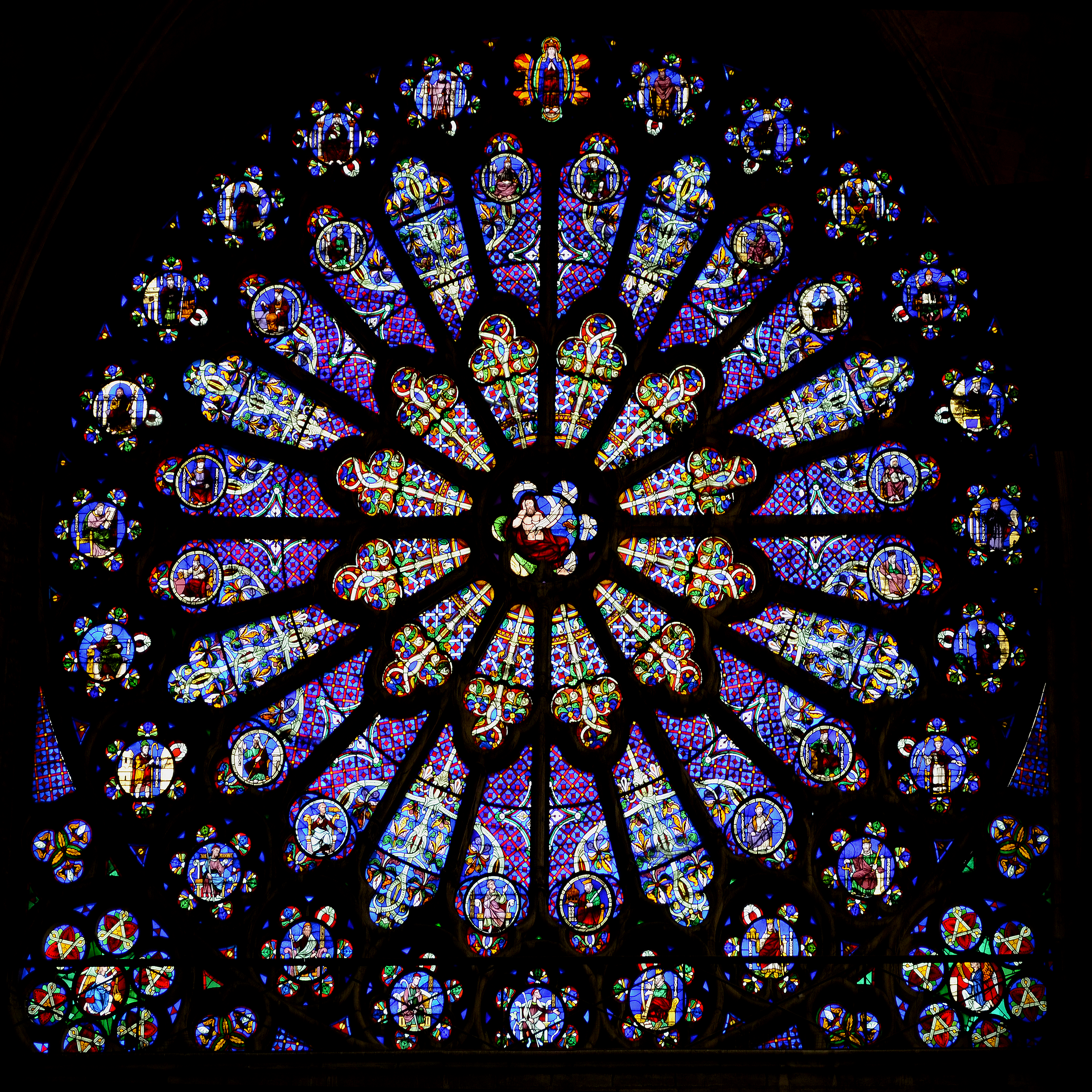
Rosace nord du transept de la basilique Saint-Denis : de l'oculus central hexalobé rayonne douze pétales trilobés[10].
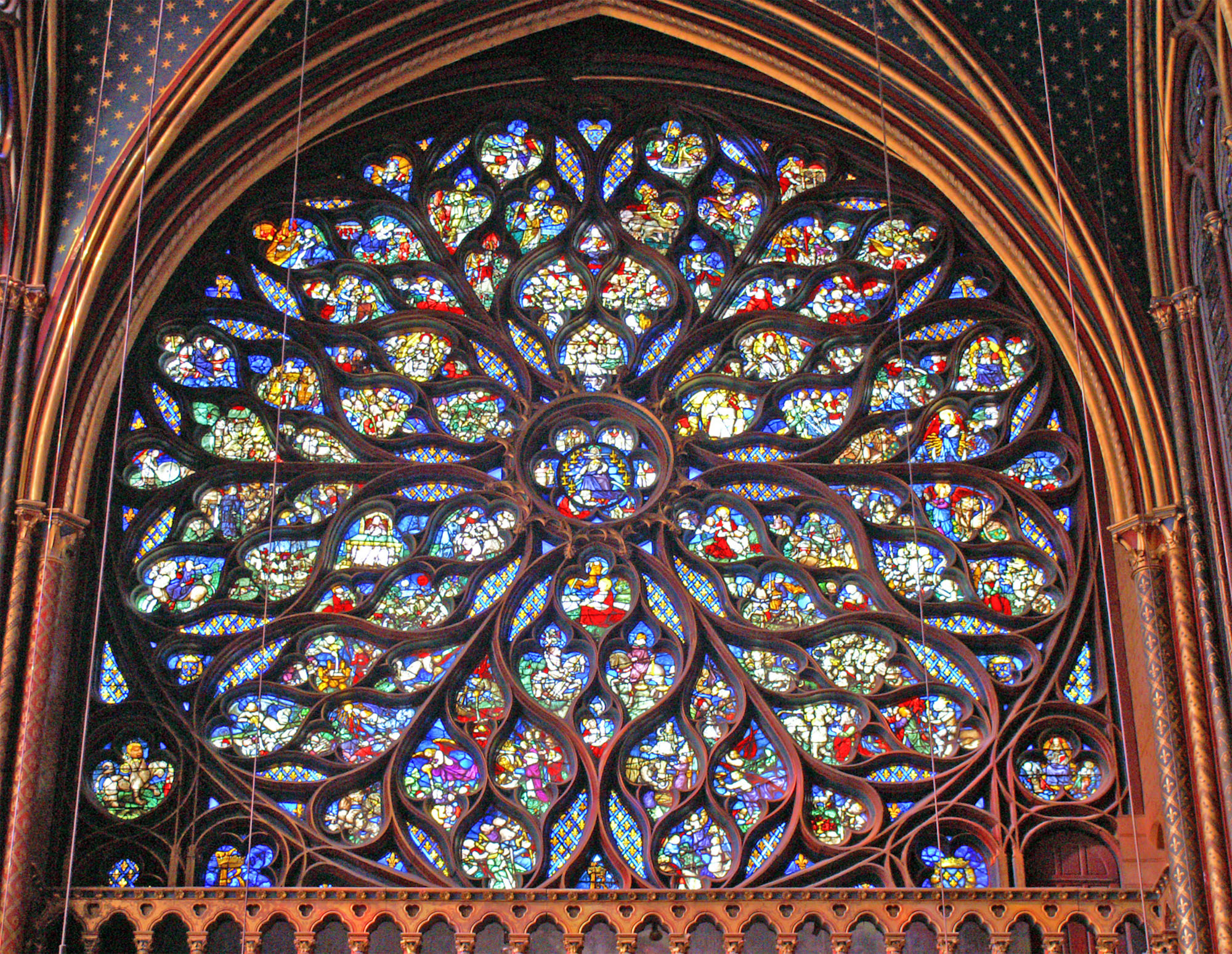
Rosace de la Sainte-Chapelle à Paris.
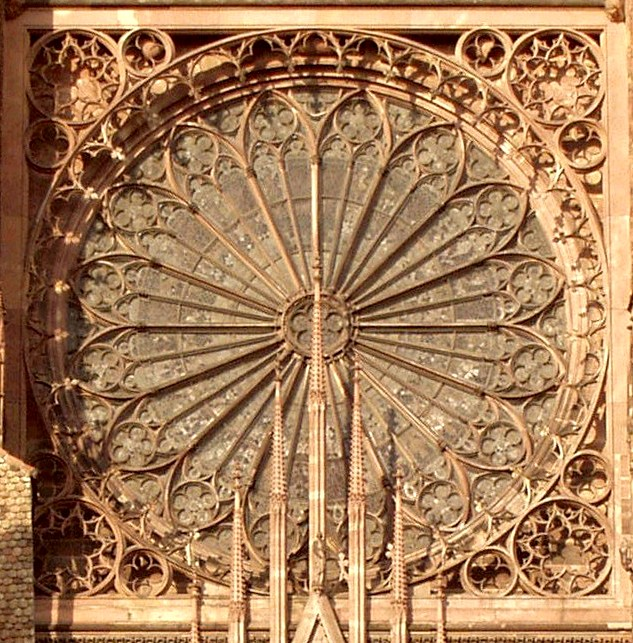
Rosace de la cathédrale de Strasbourg.
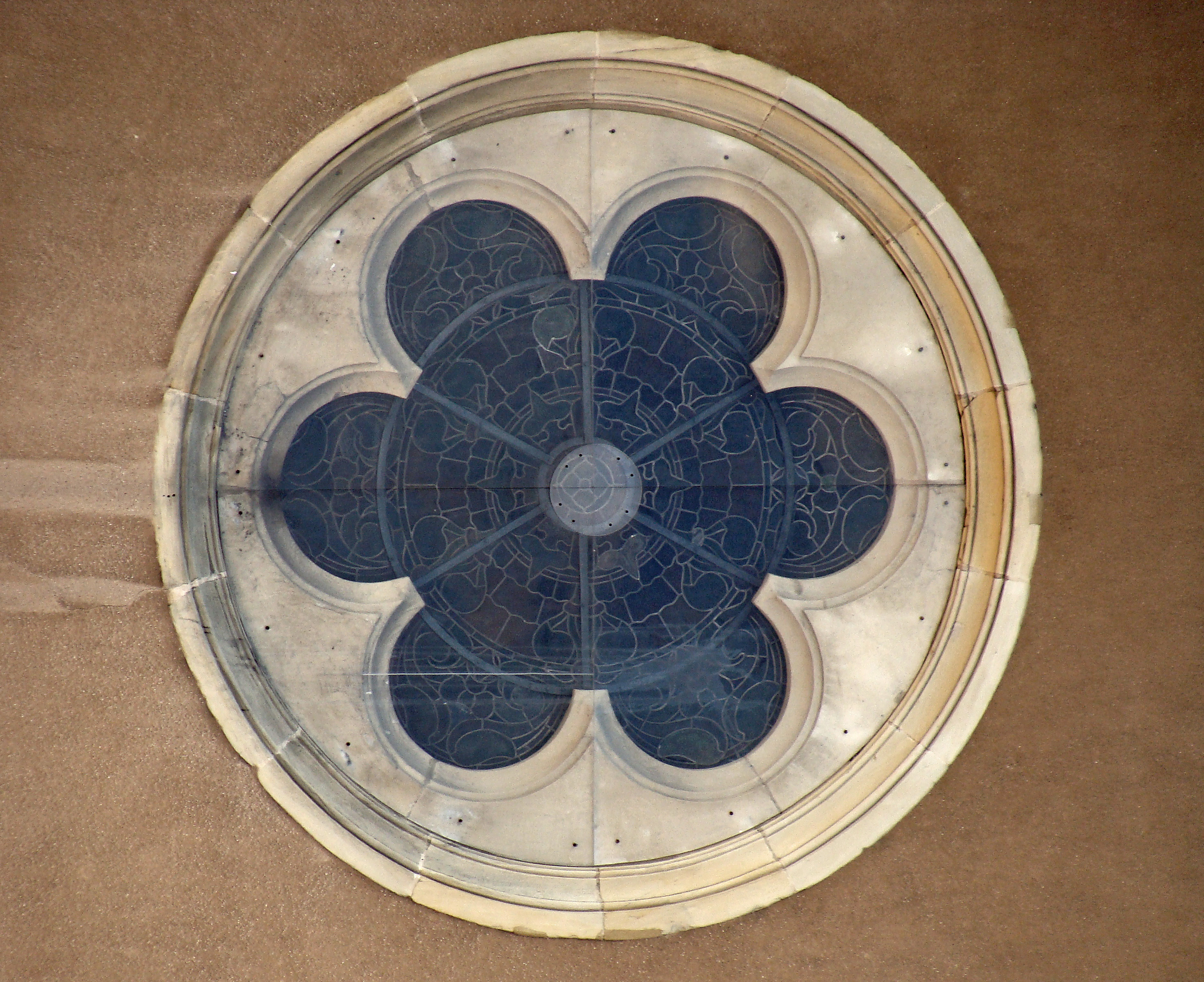
Rosace néoromane de l'église de Carling.
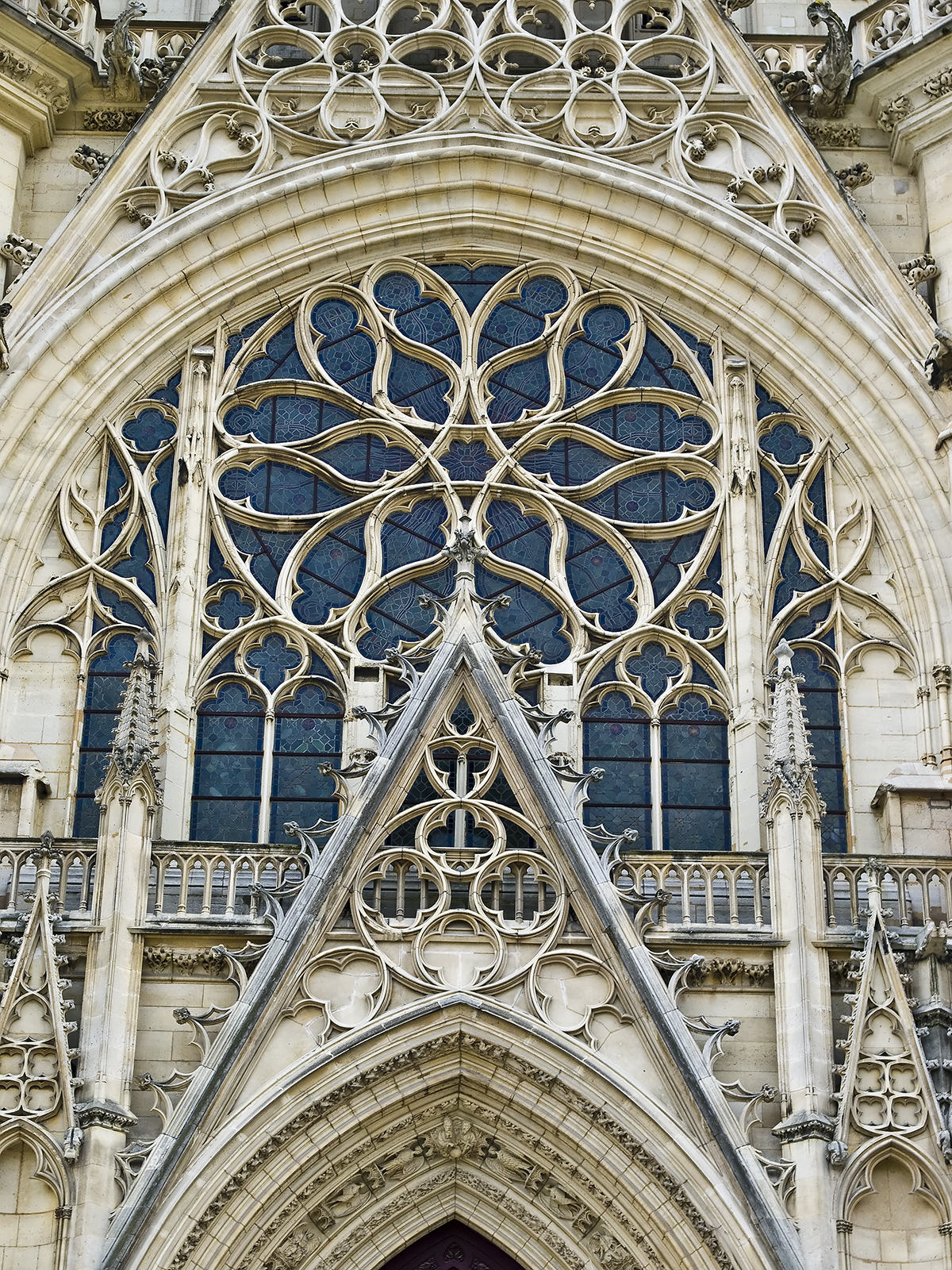
Façade de la Sainte-Chapelle de Vincennes, avec les motifs de la rosace spécifique du gothique flamboyant.
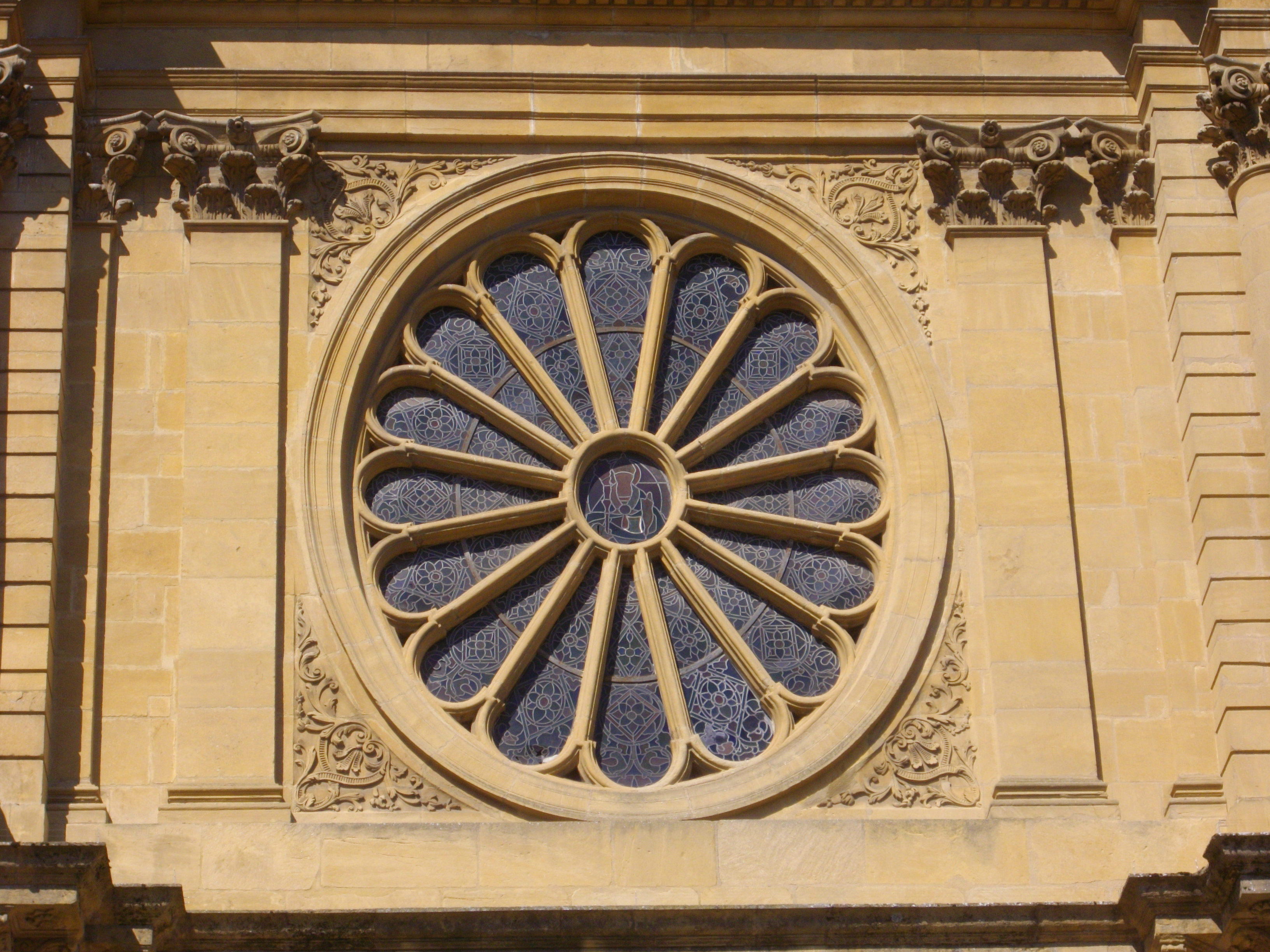
Rosace elliptique de l'abbatiale Saint-Clément de Metz.
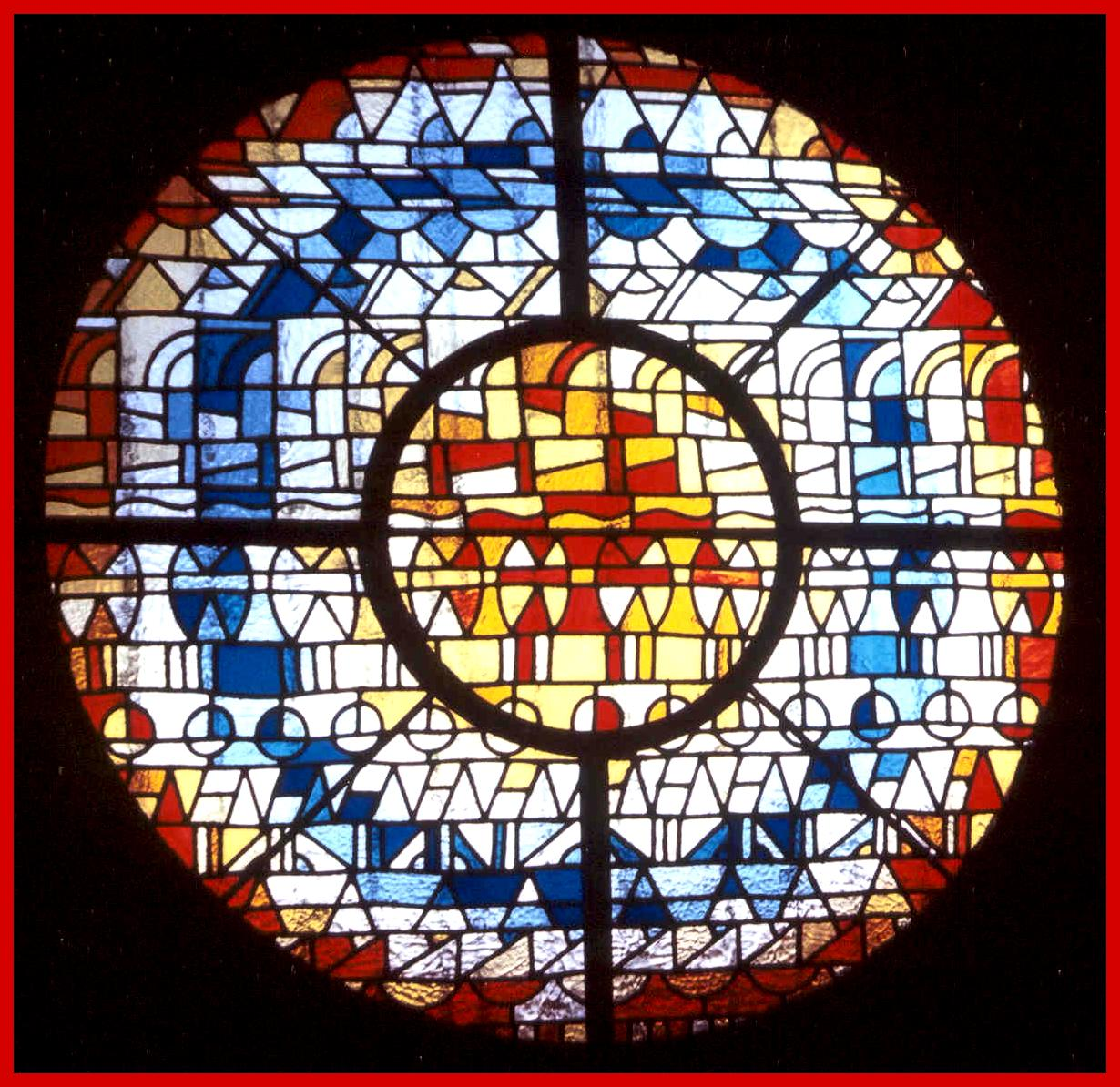
Rosace contemporaine de Carlo Roccella église de Lézignan-la-Cèbe.

### Les rosaces de mosquées et autres espaces

#### Galerie de rosaces

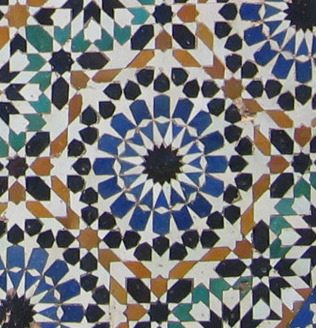
Décor de fontaine d'une place à Meknès, Maroc.
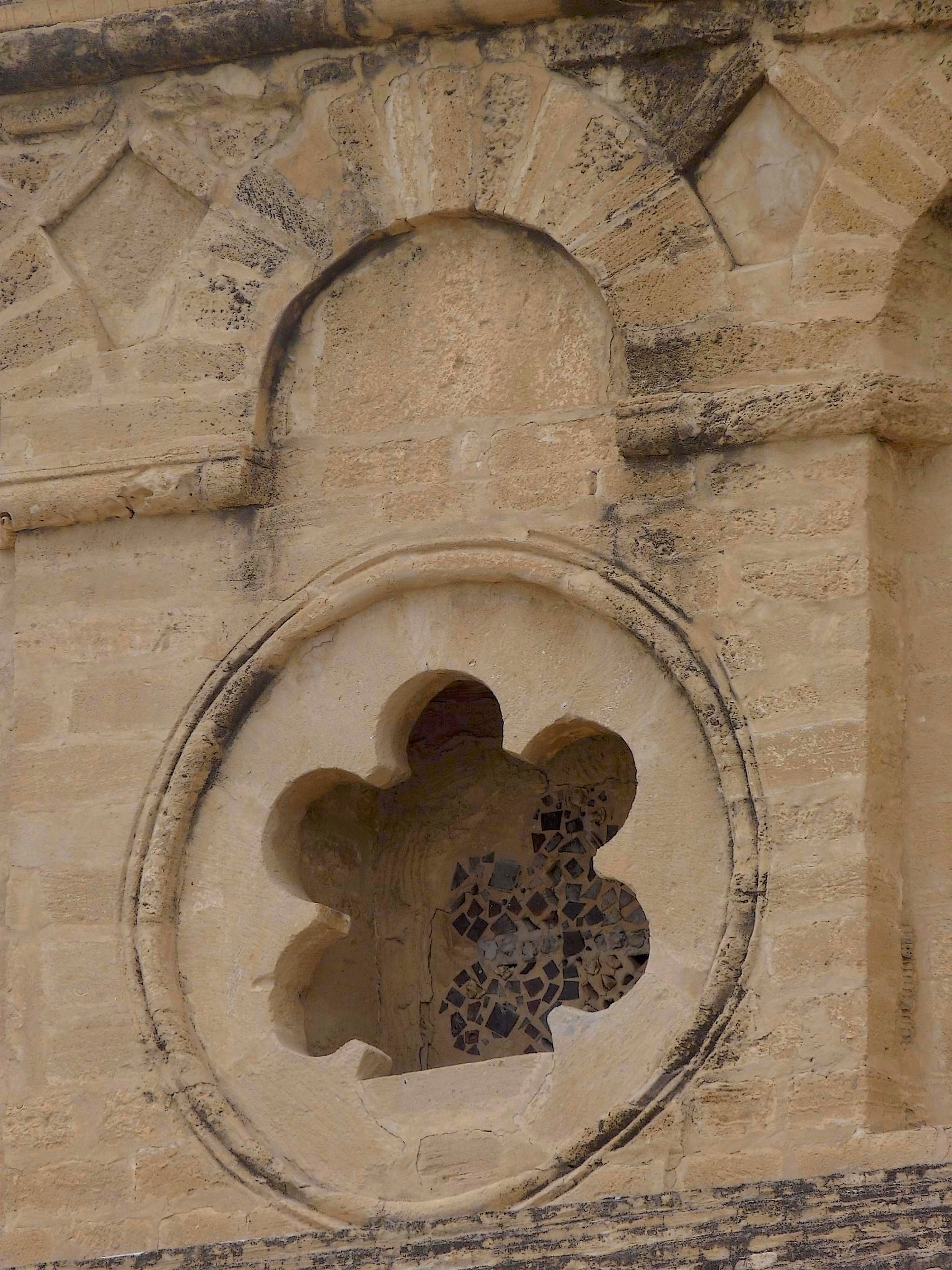
Oculus lobé ornant la base d'un dôme de la grande mosquée de Kairouan.
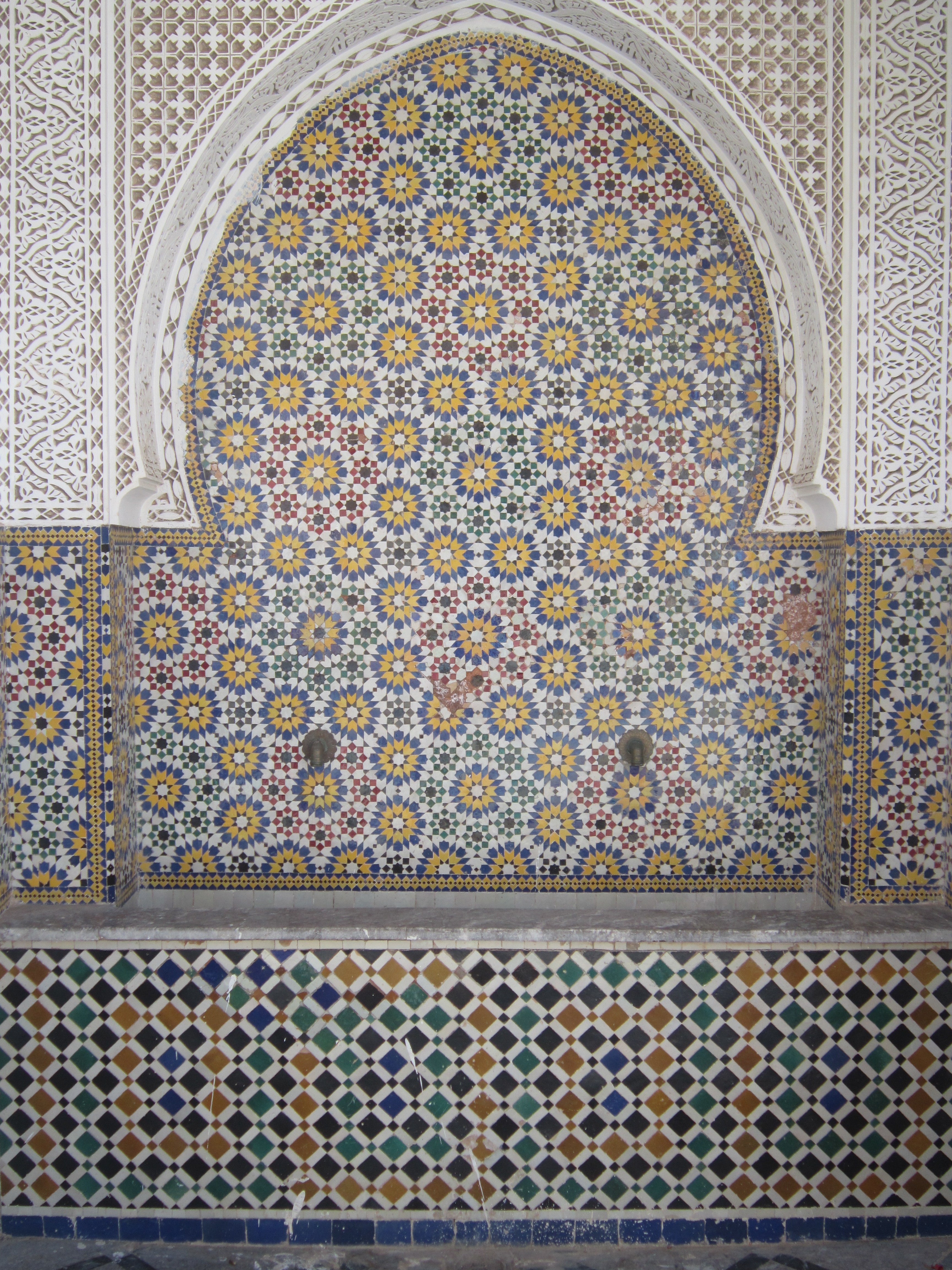
Fontaine de mosquée en zelliges.